# أسوار الرباط
أسوار الرباط هي مجموعة من الأسوار الدفاعية التي تُعتبر جوءًا من التُراث التاريخي لمدينة الرباط عاصمة المغرب. شيدت أسوار الرباط في نهايات القرن الثاني عشر على يد دولة الموحّدين، وفي بدايات القرن السابع عشر على يد الموريسكيين، وفي بداية القرن التاسع عشر في ظل حكم سلالة الموحدين. العلويين.
تضم أسوار وتحصينات مدينة الرباط أسوارًا مثل السور البحري الذي يعود تاريخ تشييده إلى عصر الدولة المرينية، وسور النهر، وهو أكبر الأسوار وأكثرها تحصينًا حتى الآن، كما يوجد في مدينتي قصبة الوداية والطوارقة مجموعة أسوار بُني أولها في القرن الثاني عشر وامتد بناءه إلى القرن التاسع عشر، بينما بُني ثاني هذه الأسوار في القرن التاسع عشر، إلى جانب عدد من الأسوار الأخرى التي يعود تاريخ بناءها إلى القرن الرابع عشر، مثل مجموعة الأسوار التي تُحيط بمقبرة شالة. خضعت العديد من هذه التحصينات والأسوار لعدة عمليات ترميم بشكل رئيسي خلال عصر الدولة العلوية، لحماية الواجهة البحرية الوعرة.

## السور الموحدي
كانت حدود السور الموحدي لمدينة الرباط عند بنائه تتضمن الواجهات الغربية والجنوبية للمدينة، ومن جهة الشمال والشرق كان هناك البحر والجرف المتدلي على نهر أبي رقراق. بني السور الموحدي عام 1197 في عهد الخليفة أبو يوسف يعقوب المنصور. ويبلغ طول السياج أكثر من 5.2 كم، ويحيط بمساحة تبلغ حوالي 450 هكتارًا. يبلغ متوسط سمك السور 2.37 مترًا ويتراوح ارتفاعها ما بين 7.55 و10.31 مترًا. تم تدمير الطرف الشرقي للوجه الجنوبي من السياج، والذي يزيد ارتفاعه عن 400 م أثناء تطوير المدينة الجديدة خلال الربع الأول من القرن العشرين.

### تحصينات السور الموحدي
شُيّد السور الموحدي محصنًا بأبراج مستطيلة بالإضافة إلى ممر يبلغ عرضه حوالي 1.37 مترًا في المتوسط، ومحميًا بحاجز تعلوه شرافات هرمية مزودة بفتحات. يبلغ عدد الأبراج المستطيلة حاليًا 74 برجًا بعدما اختفى منها ما يزيد عن عشرين برجًا، فقد كانت في الأصل أكثر من 14 ولكن بعضها قد انهار كما في حالة بعض الأبراج التي كانت قائمة بين باب الحد وباب العلو، والبعض الآخر تم تدميره أو ضمه إلى منشآت أخرى كما هو الحال بالنسبة لبعض أبراج جنوب باب الروح والتي دُمجت ضمن إنشاءات القصر الملكي. أما الممر الذي انهار الجزء الأكبر منه بسبب عوامل التعرية، فلا يزال سليما فقط في جزء من السياج الواقع ما بين باب الرواح وباب الحد، بينما اختفت الشرافات الهرمية والحاجز الداخلي للممر في الأجزاء الأخرى.
لا يزال هناك اثنين من الحصون التي تشير إلى نهايات الوجه الغربي من السياج:
- معقل ثلاثي الجوانب يُشير إلى الشمال، ويعود تاريخه إلى عصر دولة العلويين، ويقع بالقرب من برج السيرات، ويحتوي على ثلاثة مدافع يعلو أحدها كل جانب.[2]
- هناك حصن يتكون من أربعة جوانب، ويُشير إلى الجنوب إلى تقاطع الوجوه الغربية والجنوبية من السور الموحدي. ويحتوي على مدفعين يعلوان القسمين المركزيين من السور واثنين آخرين، يعلوان الأقسام الجانبية، ويستخدم كمنصب حراسة للقصر الملكي.

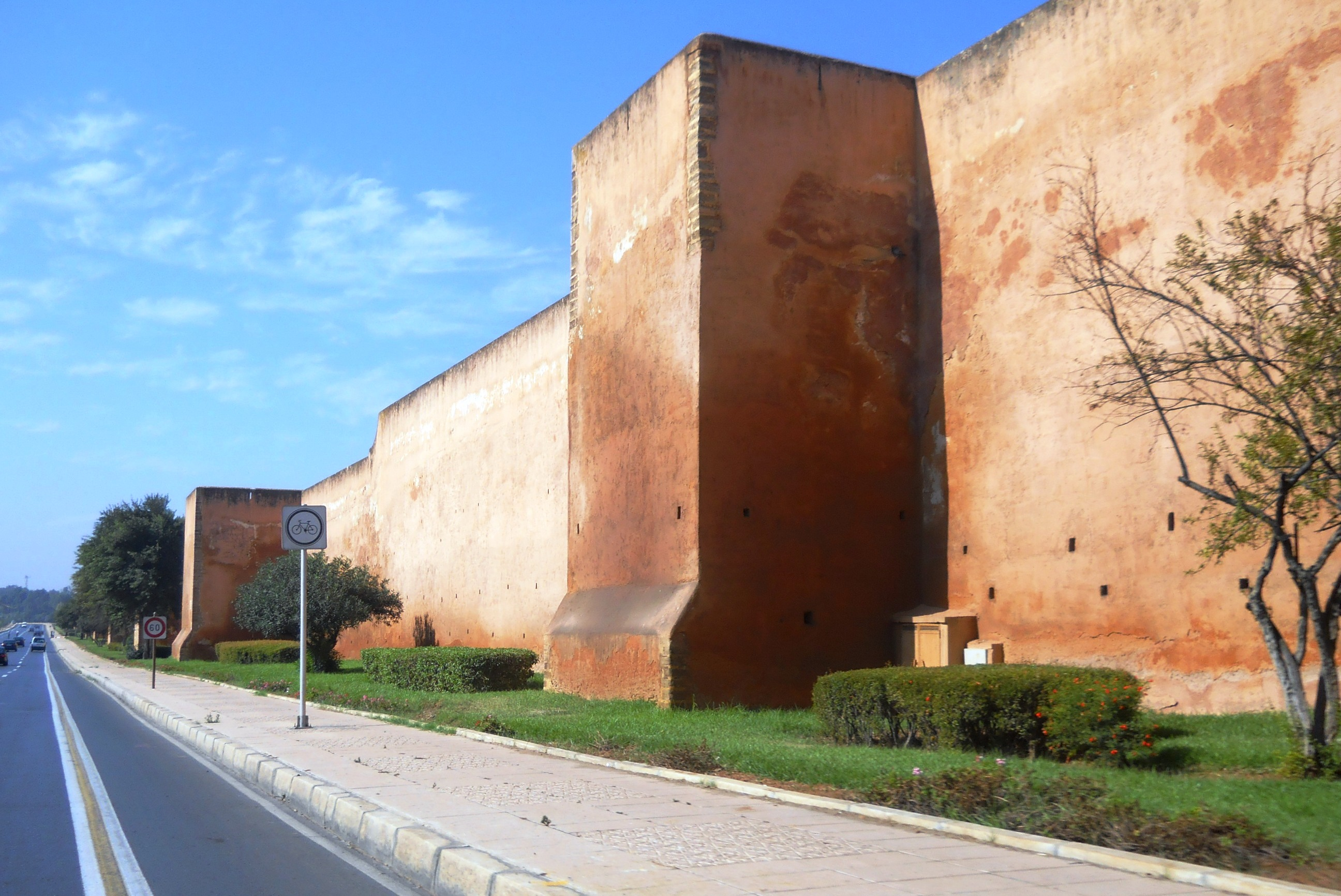
جزء من السور الموحدي يقع غربي باب زعير
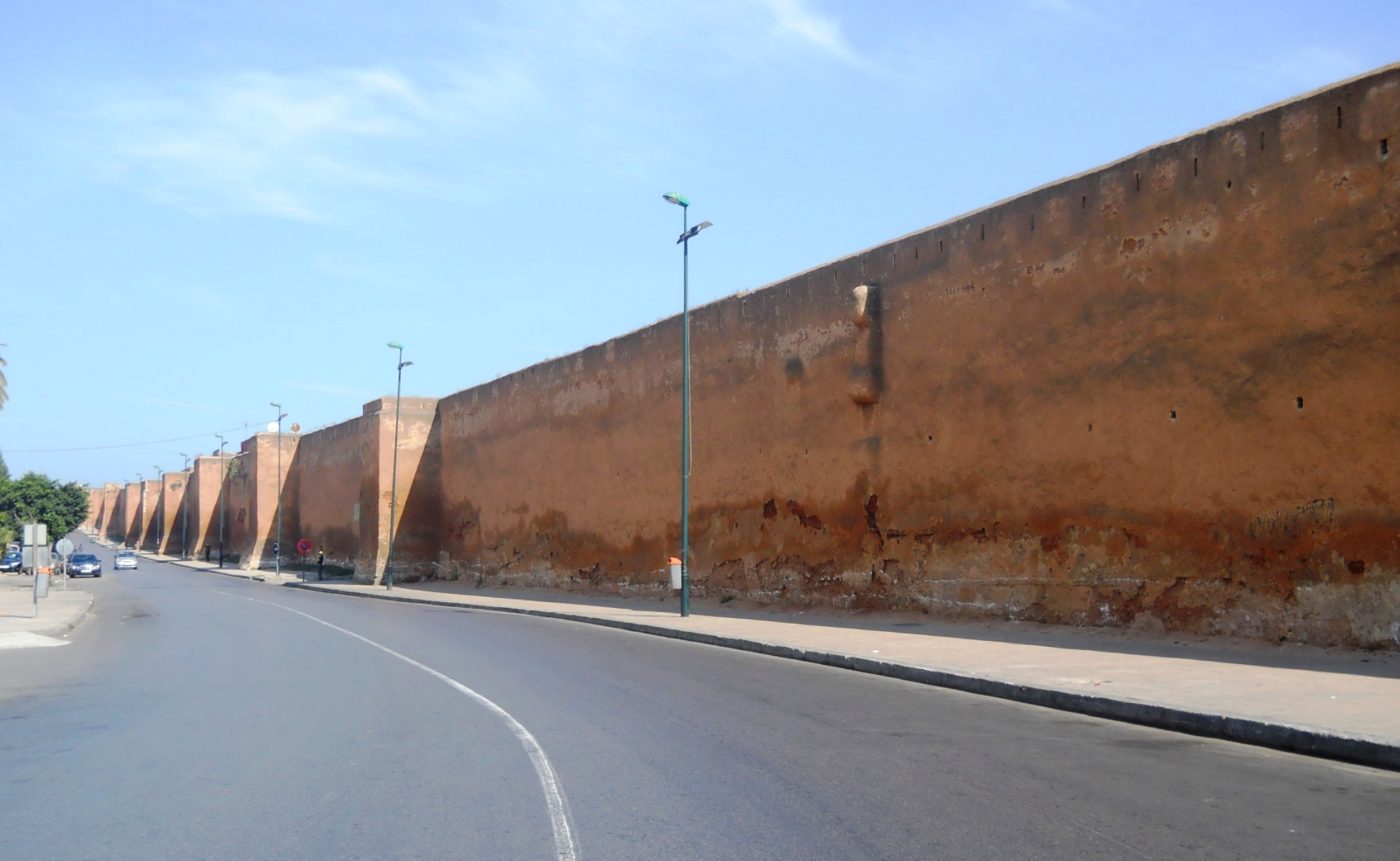
جزء من السور الموحدي بين باب الحد وباب العلو وتظهر في المقدمة آثار برج منهار
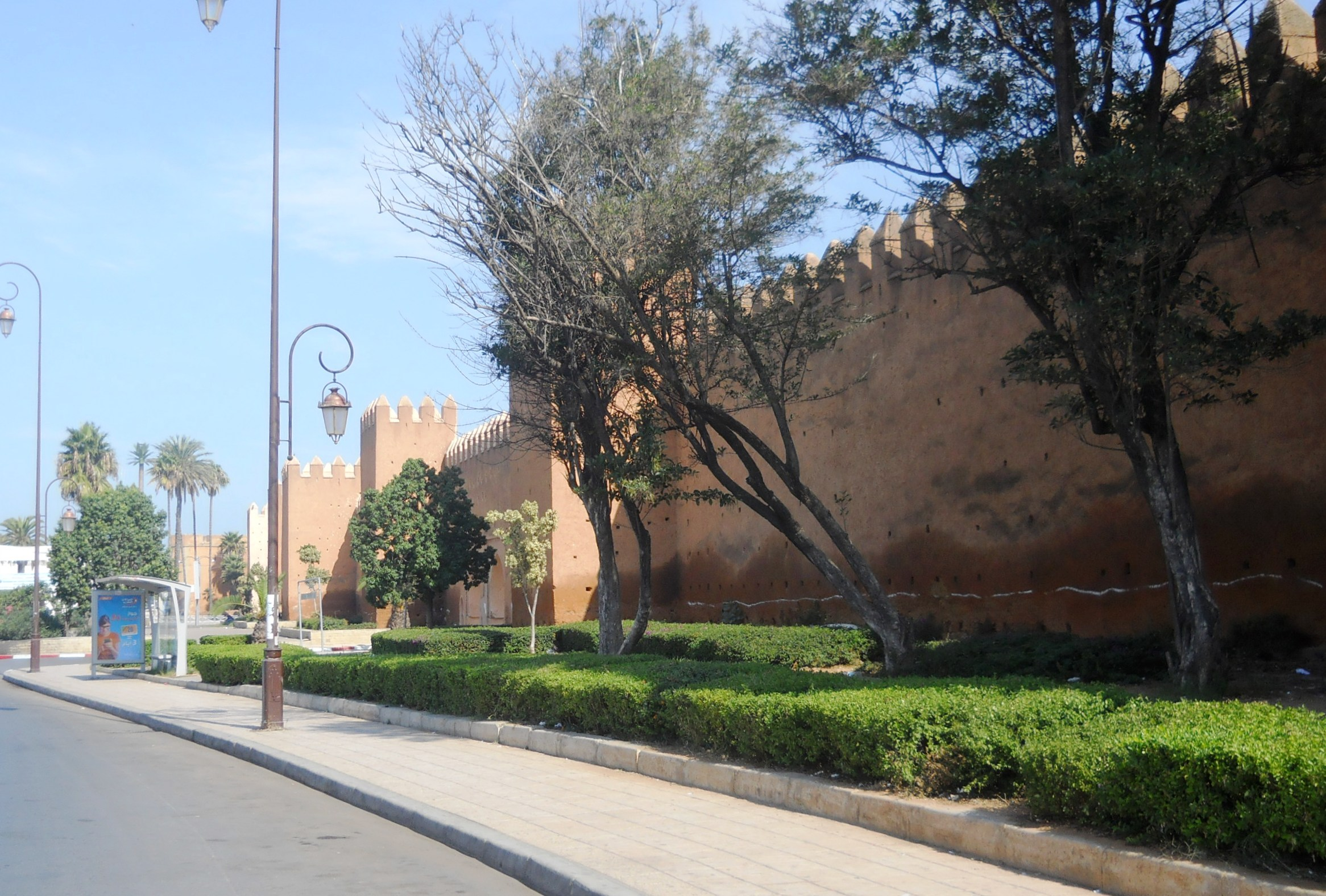
جزء من السور الموحدي يقع بين باب الحد وباب الرواح، وهو القسم الوحيد الذي بقي فيه الممر كاملاً
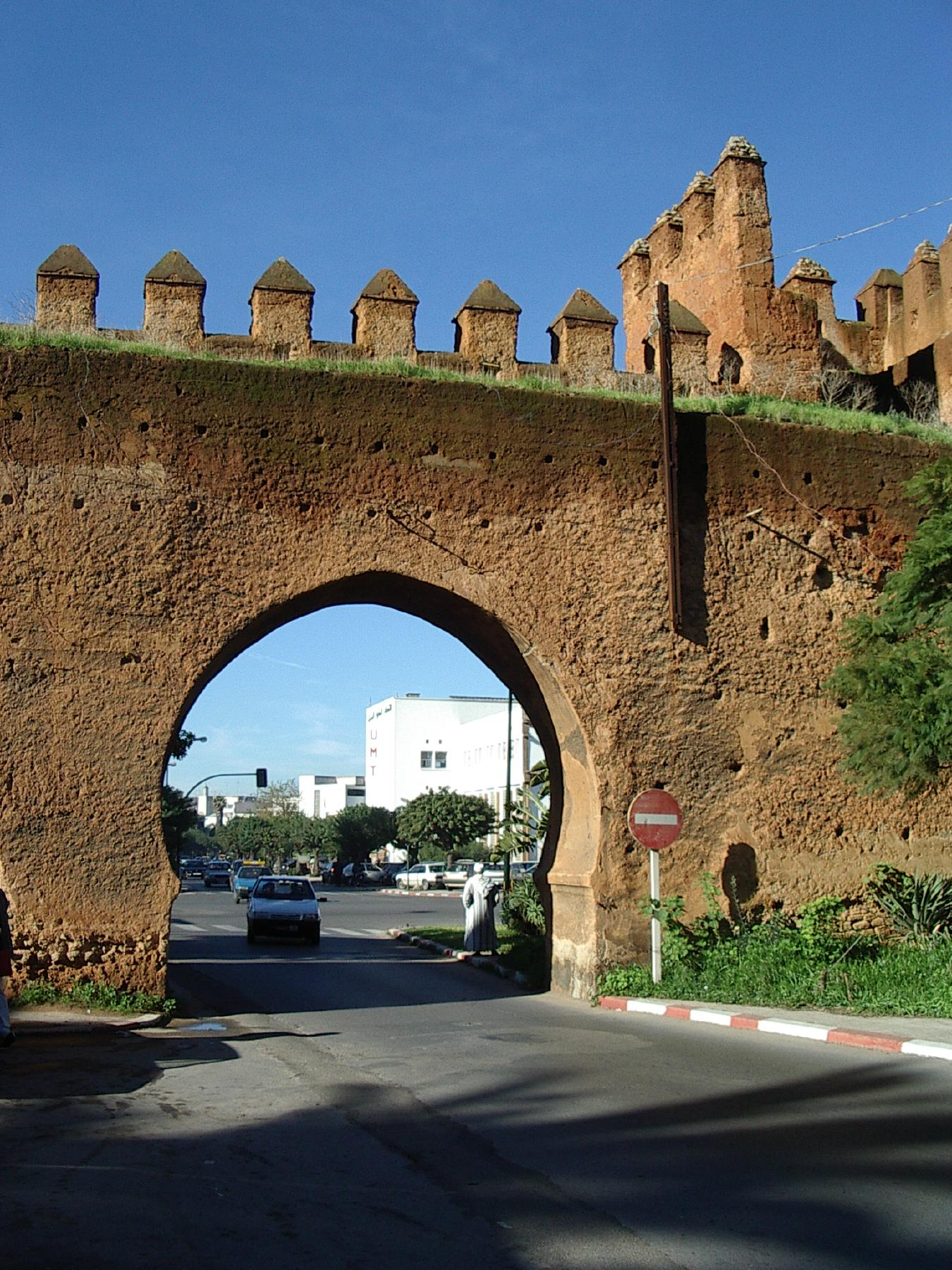
فتحة مقوسة مثقوبة في الجدار تسمح بمرور السيارات أعلى الممشى وحمايته
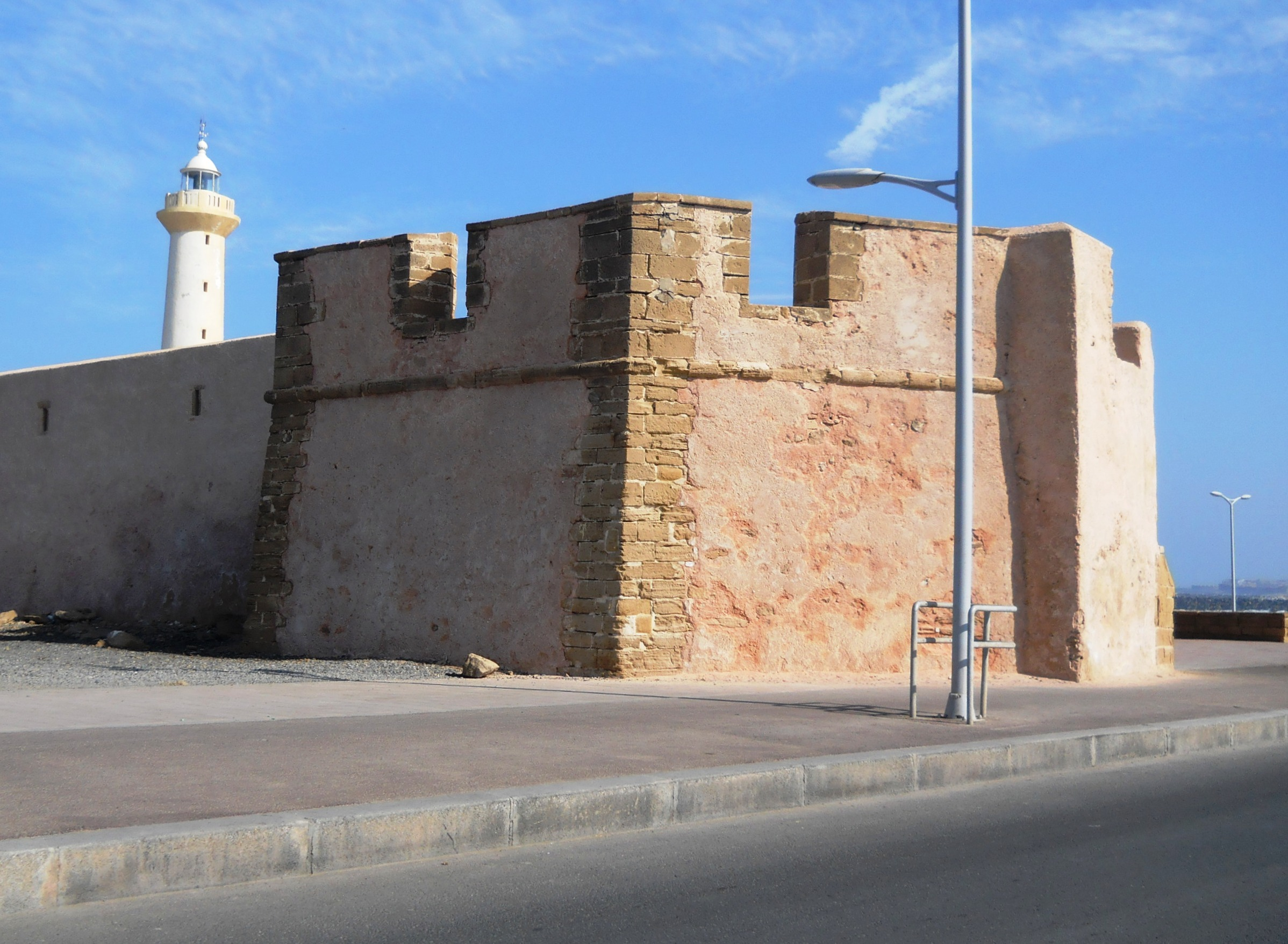
البرج العلوي ذو الجوانب الثلاثة والذي يمثل الحد الشمالي للسور الموحدي
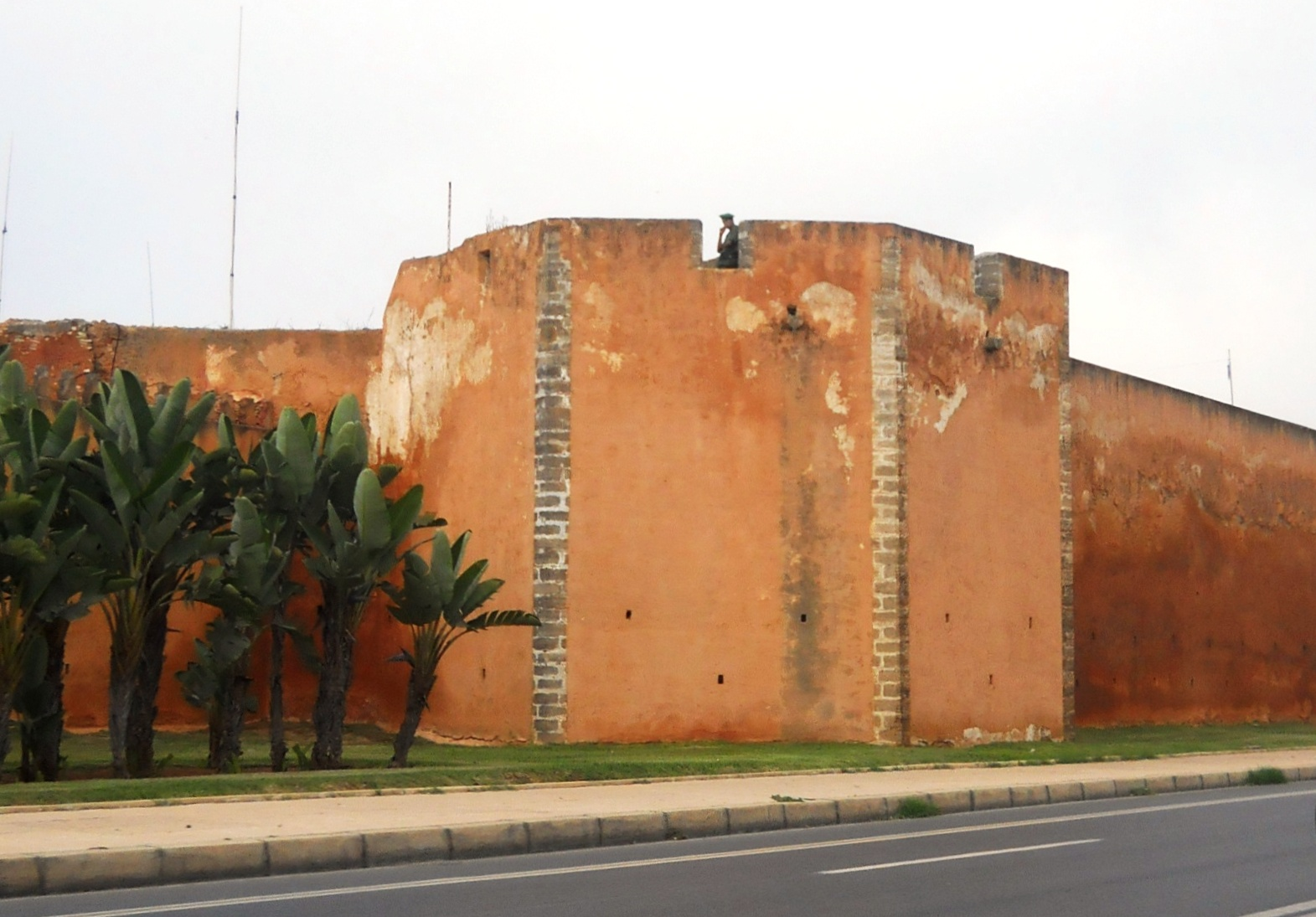
البرج المكون من أربعة أضلاع والذي يمثل الطرف الجنوبي من السياج الموحدي

### بوابات السور الموحدي
كان السياج الموحدي يحتوي في الأصل على خمسة بوابات تتكون جميعها في الأصل من أربعة ثنيات. يحتوي الجانب الغربي للسور على أربعة بوابات هي على التوالي من جهة الشمال إلى الجنوب:
- باب العلو
- باب الحد
- باب الروعة
- باب الحديد

أما الجانب الجنوبي من السور فكانت تتخلله بوابة واحدة فقط هي باب زعير.
- باب العلو: يقع في الطرف الغربي من حي العلو، ويبلغ ارتفاعه 10.85 مترًا وعرضه 19.2 مترًا وعمقه 20.92 مترًا، ويفتح على بعد حوالي 544 مترًا من المحيط، ويؤدي إلى البوابة الكبرى لقصبة الوداية حيث يسمح بالوصول إلى المدينة في الشمال.[4]
- باب الحد: يقع على بعد أكثر من 550 مترًا جنوب باب العلو بالقرب من الطرف الغربي للسور الأندلسي، ويسمح بالوصول إلى جنوب المدينة، ويبلغ عرضه 21.96 مترًا، وارتفاعه 11.8 مترًا، وعمقه 23.22 مترًا.[5]
- باب الرواح: يُعتبر أهم وأهم بوابات السور الموحدي، ويقع على بعد كيلومتر واحد جنوب باب الحد. يبلغ عرضه 28.01 مترًا وعرضه 26.93 مترًا بارتفاع 12 مترًا.[6]
- باب الحديد: يقع على بعد أكثر من 900 متر جنوب باب الرواح، يبلغ عرضه 21.21 مترًا وعمقه 22.8 مترًا، وقد أصبح جزءًا من القصر الملكي منذ القرن الثامن عشر الميلادي، ولم يعُد يستخدم كباب منذ ذلك الحين ولم يعد متاحًا للجمهور. يحتوي الجزء العلوي منه في الوقت الحالي على امتداد تم بناؤه بعد تحويله إلى جناح القصر الملكي.[7]
- باب زعير: وهو الباب الوحيد الذي يتخلل الجهة الجنوبية من السور الموحدي، والتي يقع في منتصفها بالضبط، ويبلغ ارتفاعه 9.71 مترًا، وعرضه 12.59 مترًا، وعمقه 18.24 مترًا.[8]

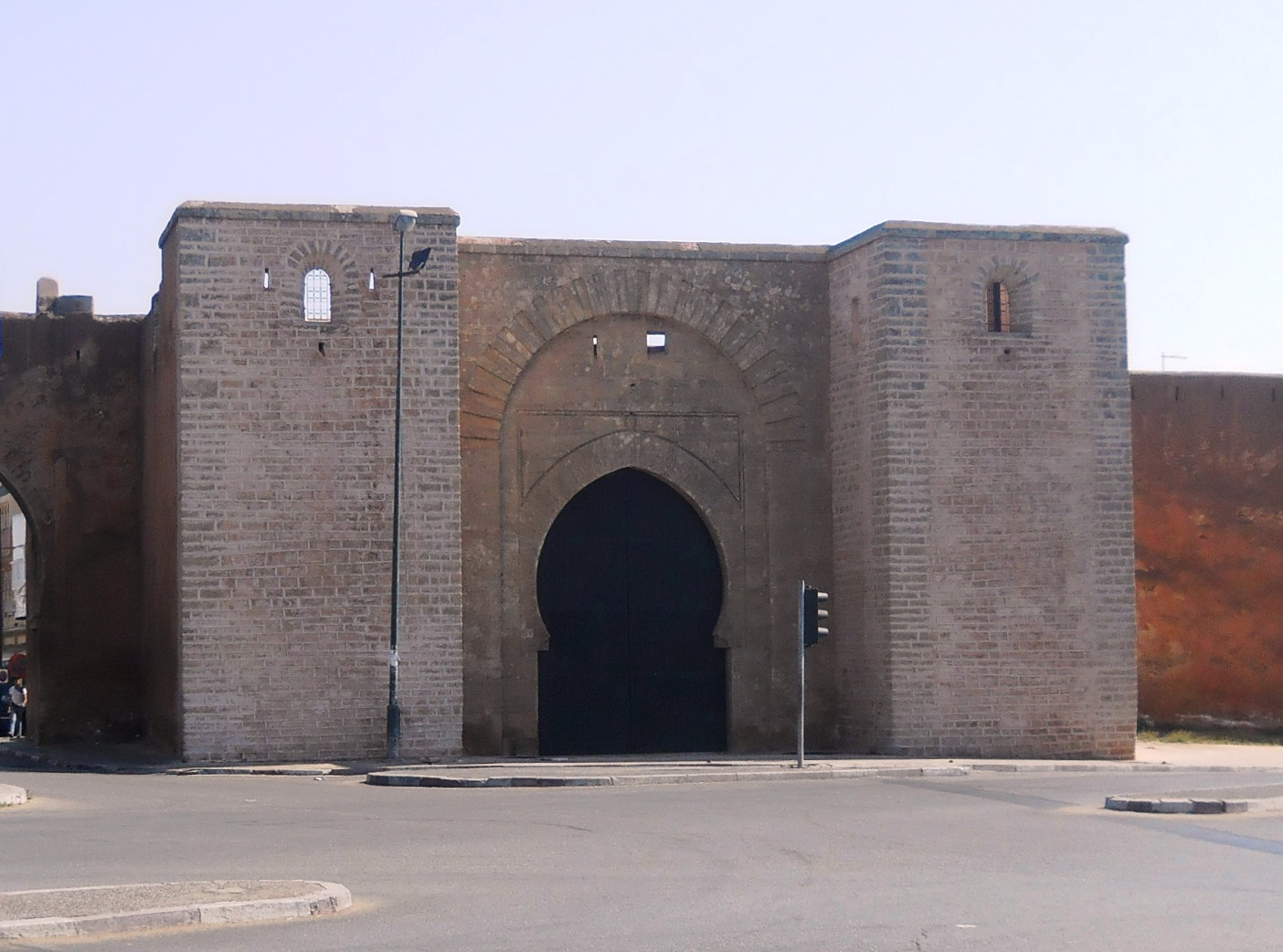
باب العلو
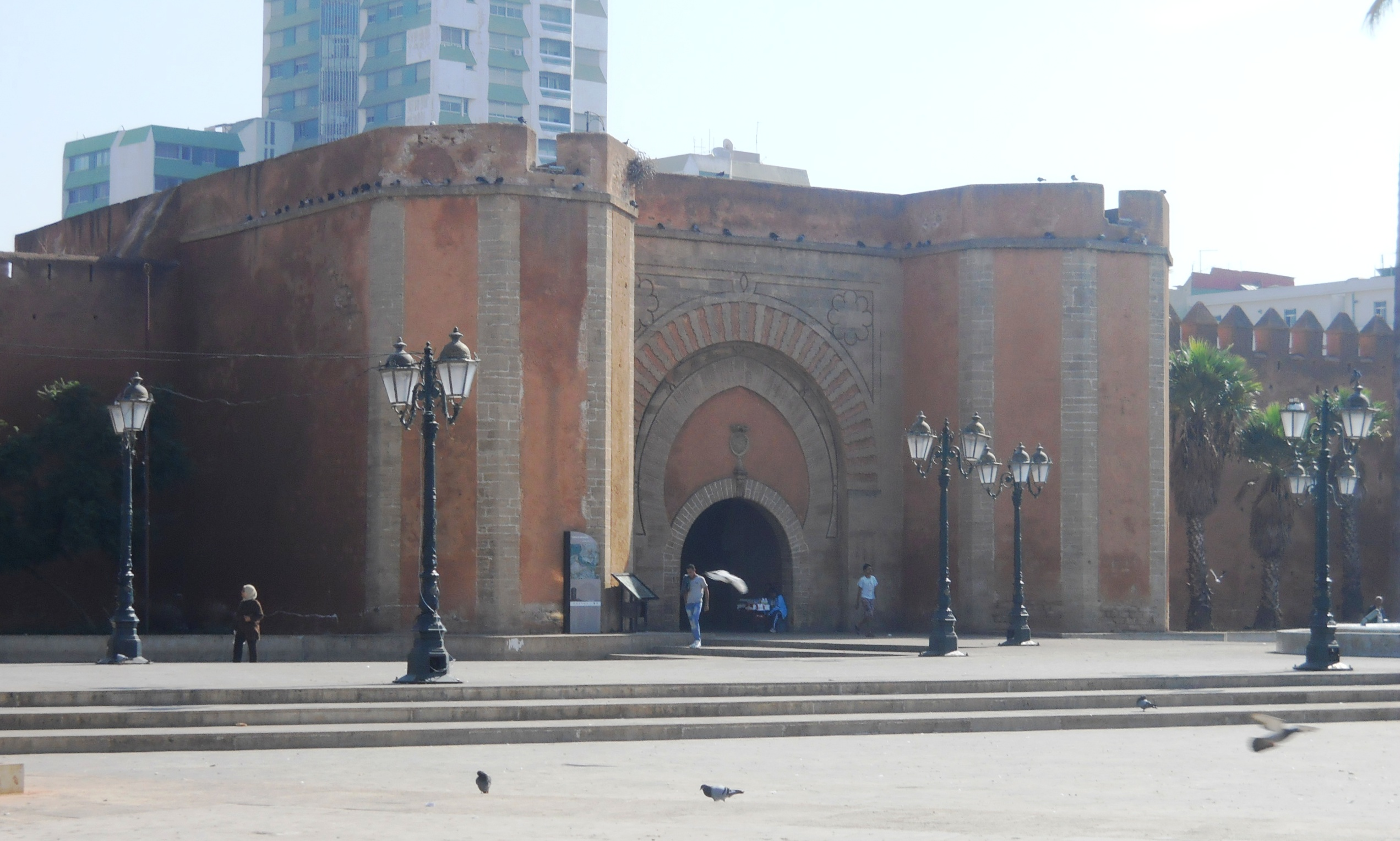
باب الحد
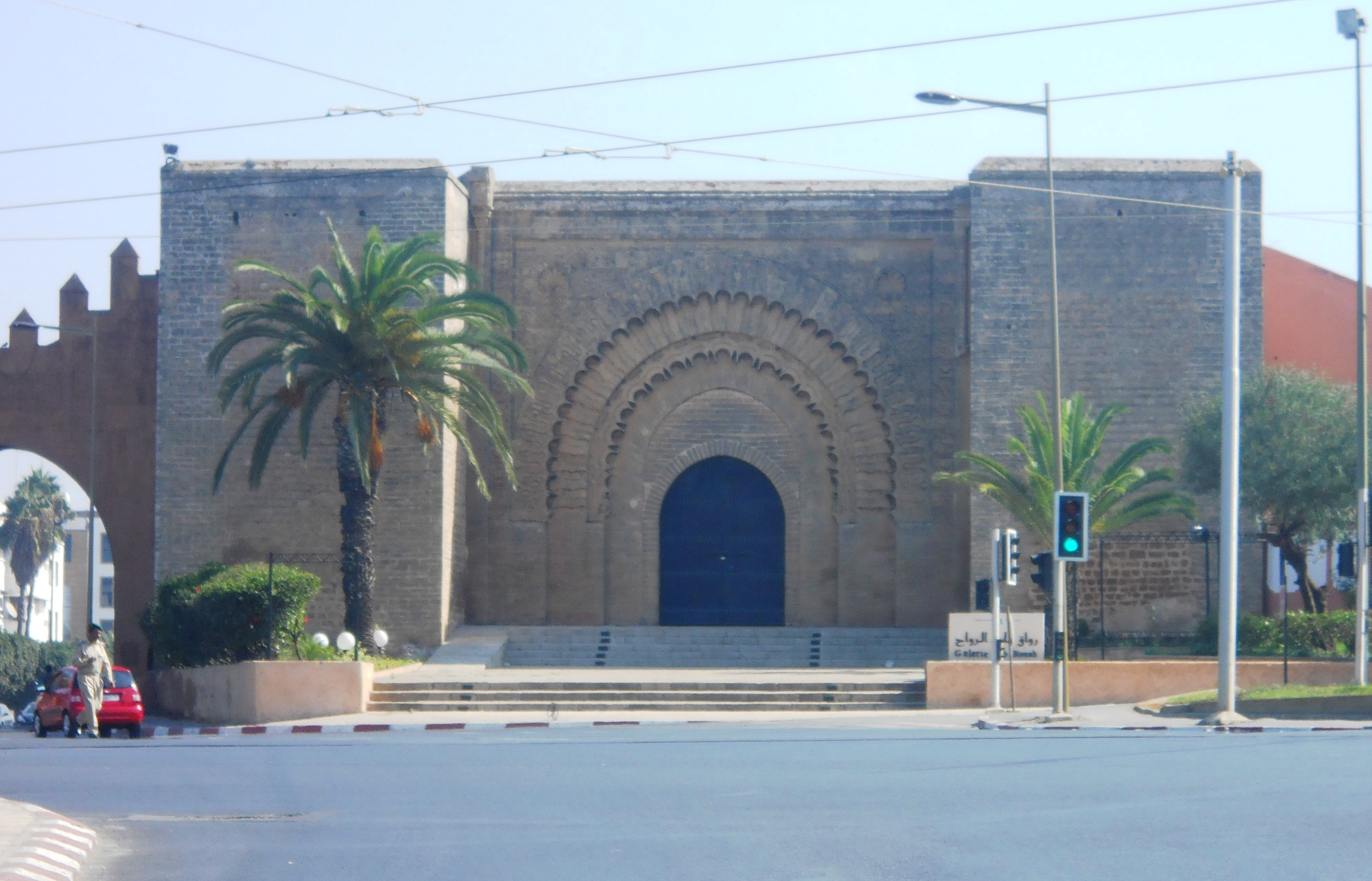
باب الرواح
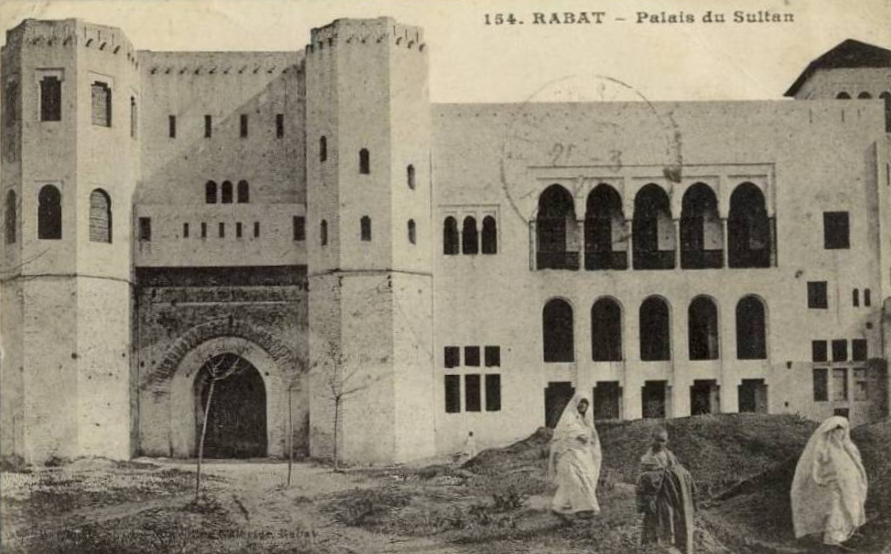
باب الحديد في عشرينيات القرن العشرين
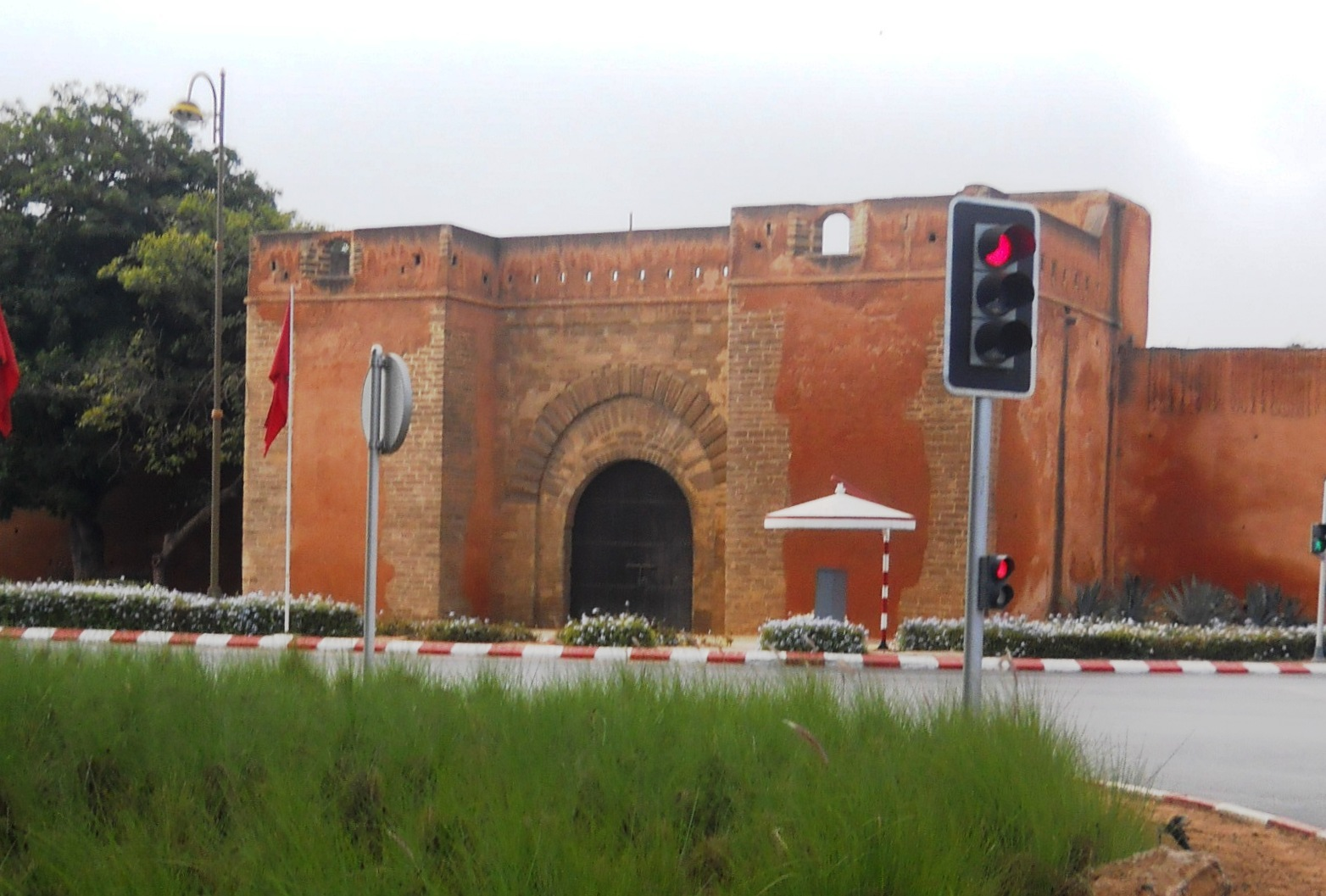
باب زعير

كان جزء من السور الموحدي بمثابة محيط لمدينة الطوارقة منذ القرن التاسع عشر بحيث يحد جوانبها الغربية والجنوبية الشرقية، وتخللته منذ ذلك الحين عدة أبواب للسماح بالوصول إلى المدينة:
- باب أهل فاس: وهو نسخة طبق الأصل من باب السفراء، وباب القيادة العليا، ويوجد في منتصف الطريق ما بين باب الرواح وباب الحديد.
- باب مسعود: وهي بوابة ثانية أحدث قليلًا تقع على بعد أقل من 180 مترًا جنوب باب الرواح، وتسمح بالوصول إلى ثكنات الحرس الملكي من شمال منطقة أكدال.
- باب سيدي بوعزة: يقع بين باب مسعود وباب الحديد، وهو عبارة عن بوابة كانت محجوزة سابقاً للجنود ومخزن السلطان.
- بوابة السور الموحدي: وتقع على بعد 600 متر غرب باب زعير، وتسمح بالوصول إلى مدينة الطوارقة من منطقة السويسي.

## السور الأندلسي
يحد السور الأندلسي الجزء الجنوبي من مدينة الرباط، وقد حدد عندما بُني في بداية القرن السابع عشر الجزء الذي استقر فيه لاجئو موريسكو في الجزء الجنوبي من مدينة الموحدين المخطط لها، والتي كانت لا تزال غير مأهولة بالسكان وتشغلها الحقول بشكل رئيسي. يزيد طول السور عن 1.4 كم، ويتراوح ارتفاعه ما بين 4.9 أمتار و5.5 مترًا، ويبلغ متوسط سمكه 1.65 مترًا.

### تحصينات السور الأندلسي
يحيط بالسور الأندلسي 26 برجًا مستطيلًا، كما أنه محصنًا بممر يتراوح عرضه ما بين 1.3 متر و1.5 متر، ومحمي بحاجز ارتفاعه 1.65 متر يتخلله عدد من الثغرات. ينتهي السور من الشرق عند برج سيدي مخلوف، وهو معقل دائري تتخلله ثغرات وأطواق المدافع ويرتبط به برج. يتضمن امتداد السور الأندلسي وراء برج سيدي مخلوف جدارًا بسيطًا يؤدي إلى برج البرانة الواقع على الضفة اليسرى لنهر أبي رقراق. تعرض هذا الامتداد للتدمير في بداية القرن العشرين ما بين عامي 1913 و1914 ولم يعد يبقى منه أي أثر.

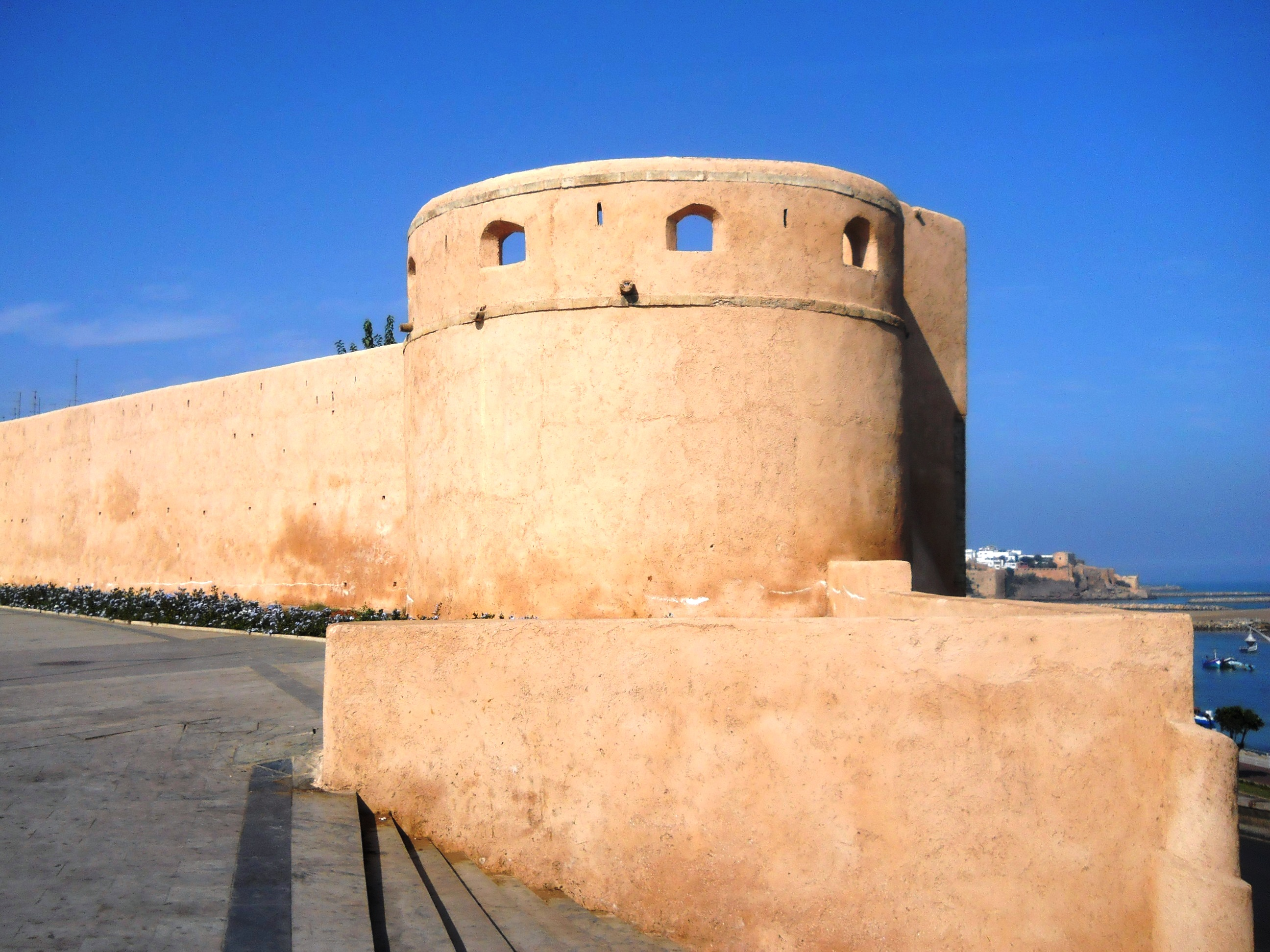
برج سيدي مخلوف الواقع في الطرف الشرقي من السور الأندلسي
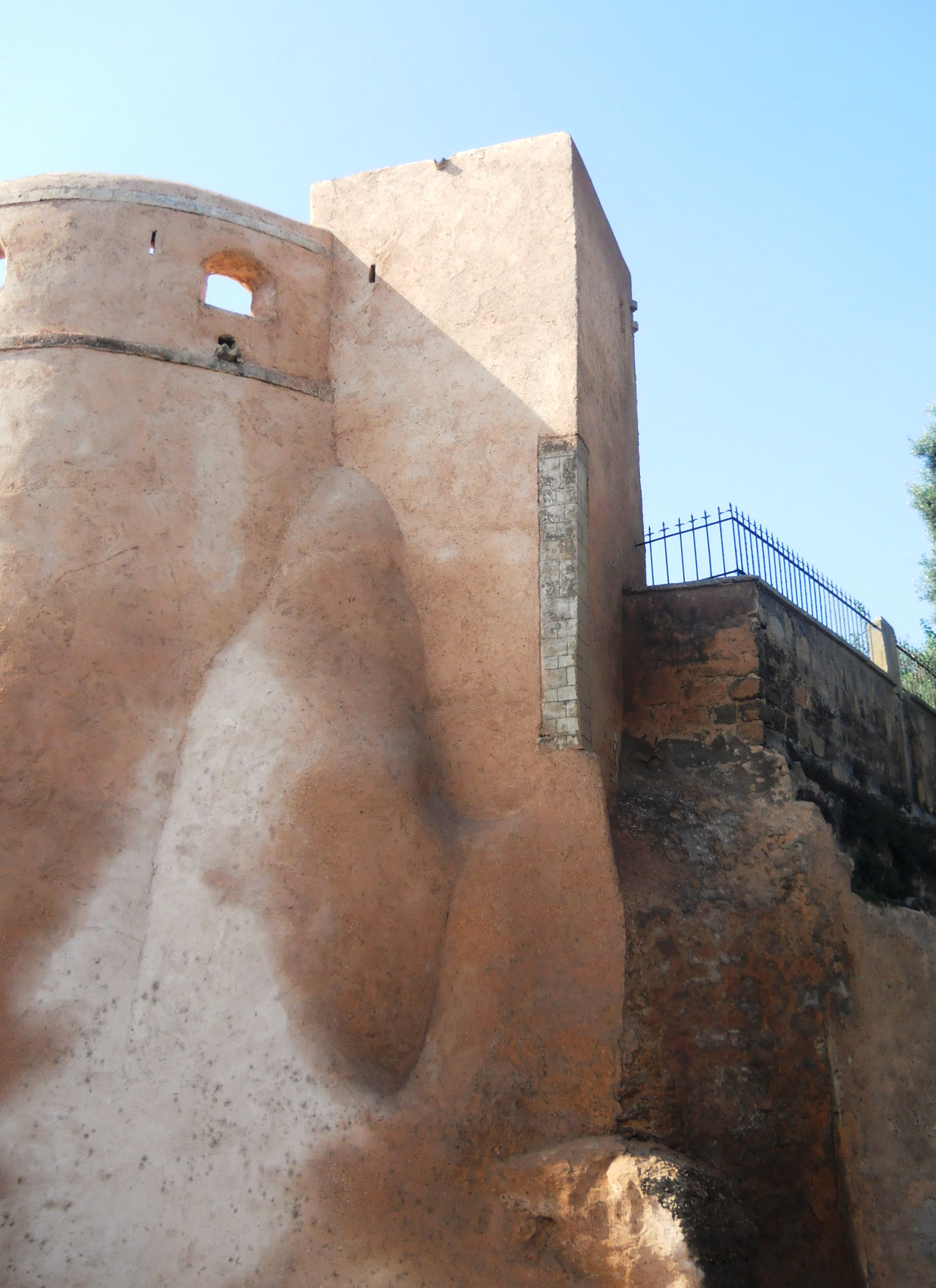
برج مستطيل مجاور لبرج سيدي مخلوف
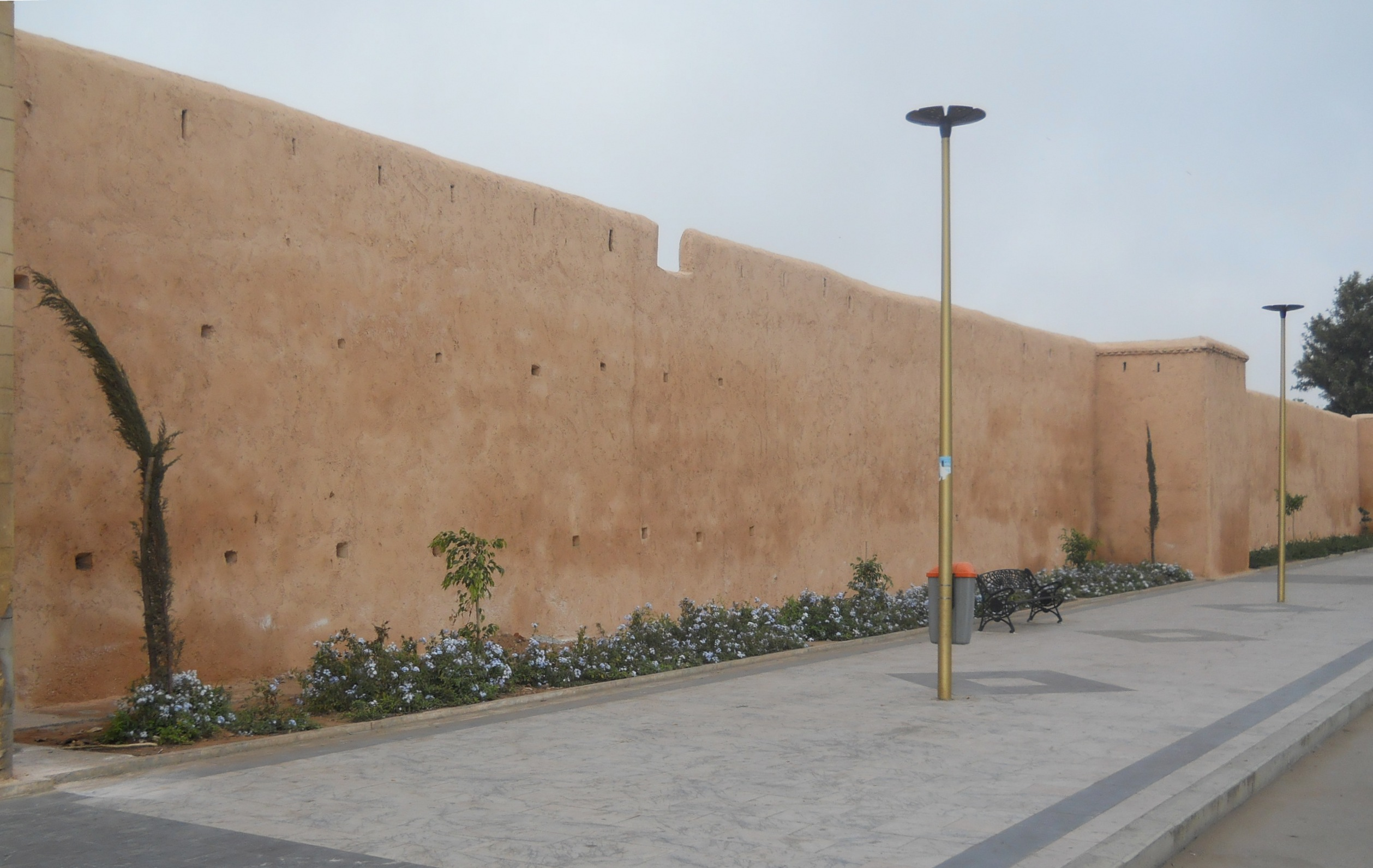
أحد أجزاء السور الأندلسي الواقعة بين باب شالة وسيدي مخلوف
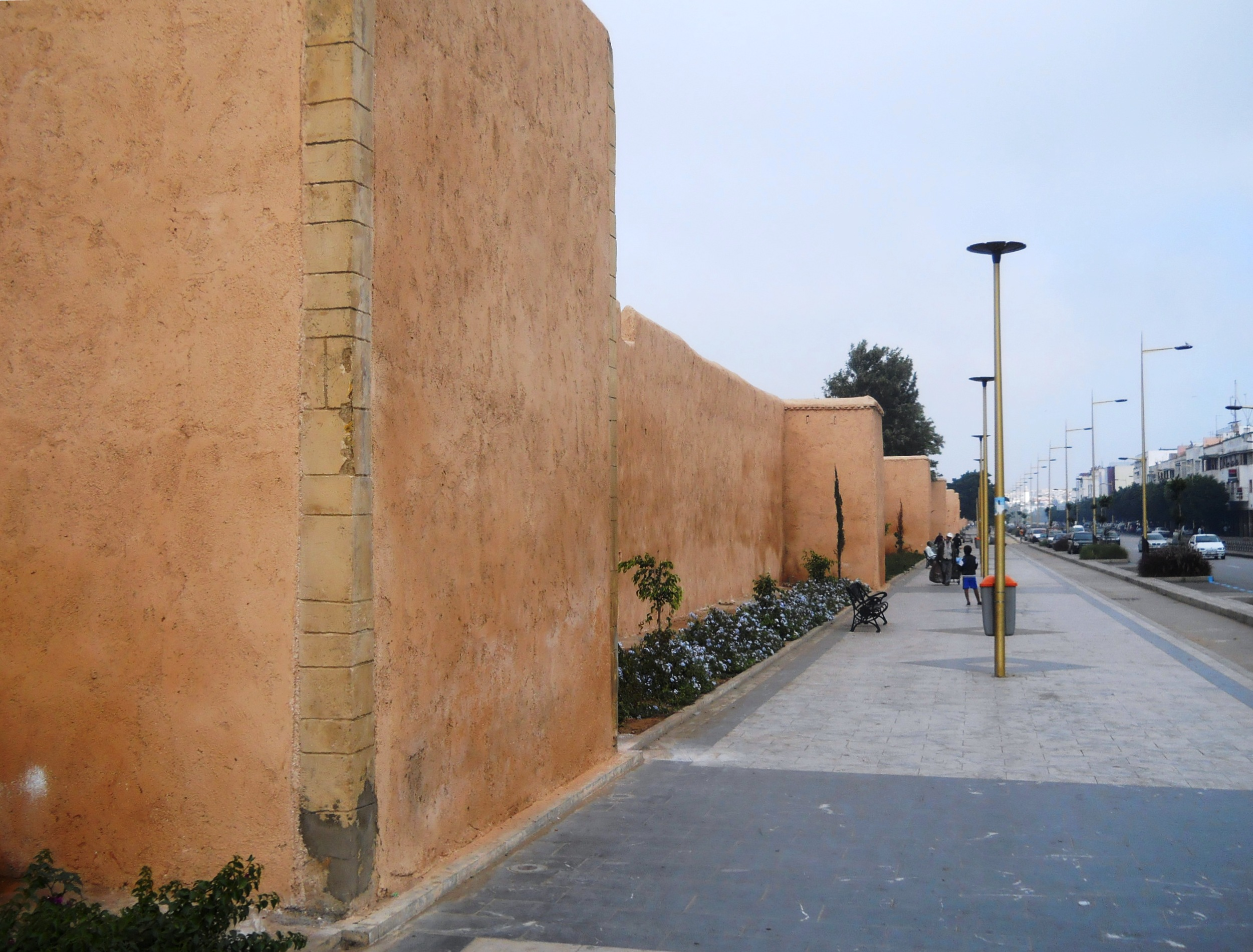
السور الأندلسي وأبراجه
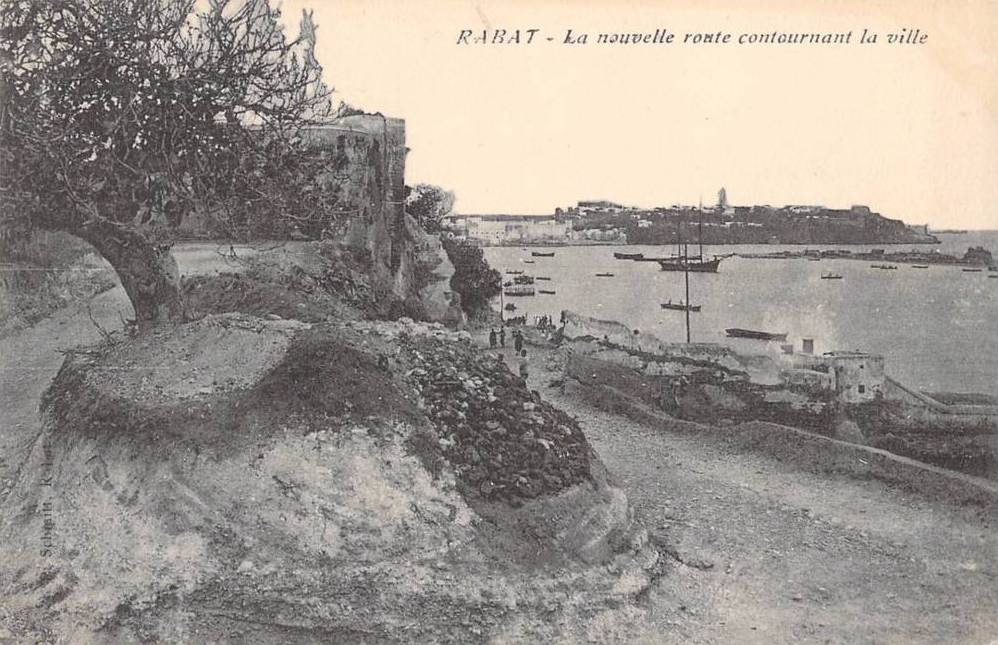
برج البرانة في عام 1913 قبل وقت قصير من تدميره

### بوابات السور الأندلسي
كان السور الأندلسي يحتوي في الأصل على ثلاث بوابات هي على الترتيب من جهة الغرب إلى جهة الشرق باب الطبين، وباب البويبة، وباب شالة.
- باب الطبين: كان باب الطبين أو باب الحي يقع في نهاية شارع ليجزا، ولكنه دُمر في عشرينيات القرن العشرين إلى جانب جزء من السور الأندلسي أثناء أعمال تطوير السوق المركزي.
- باب البويبة: يقع في نهاية شارع سيدي الفاتح.
- باب شالة: أو بوابة شالة، ويقع في نهاية الشارع الذي يحمل نفس الاسم. بُنيت البوابة الحالية في أوائل القرن التاسع عشر في موقع بوابة كانت موجودة مسبقًا والتي يرجع تاريخها إلى تاريخ بناء السياج الأندلسي.

كانت هناك بوابة رابعة تُسمى باب دار البارود يعود تاريخها إلى القرن الثامن عشر كانت موجودة بين السياج الموحدي وباب الطبين، ولكنها دمرت مع تدمير باب الطبين. وكانت تسمح بالوصول من المدينة إلى حي البارود في الرباط، والذي يقع في الزاوية ما بين السور الموحدي والسور الأندلسي خارج المدينة. أضيفت إلى السور الأندلسي في القرن العشرين بوابتين إضافيتين في شرق باب شالة مما سمح لحركة مرور السيارات بالوصول إلى منطقة وقاسة ومنطقة الملاح القديمة من منطقة المدينة الجديدة.

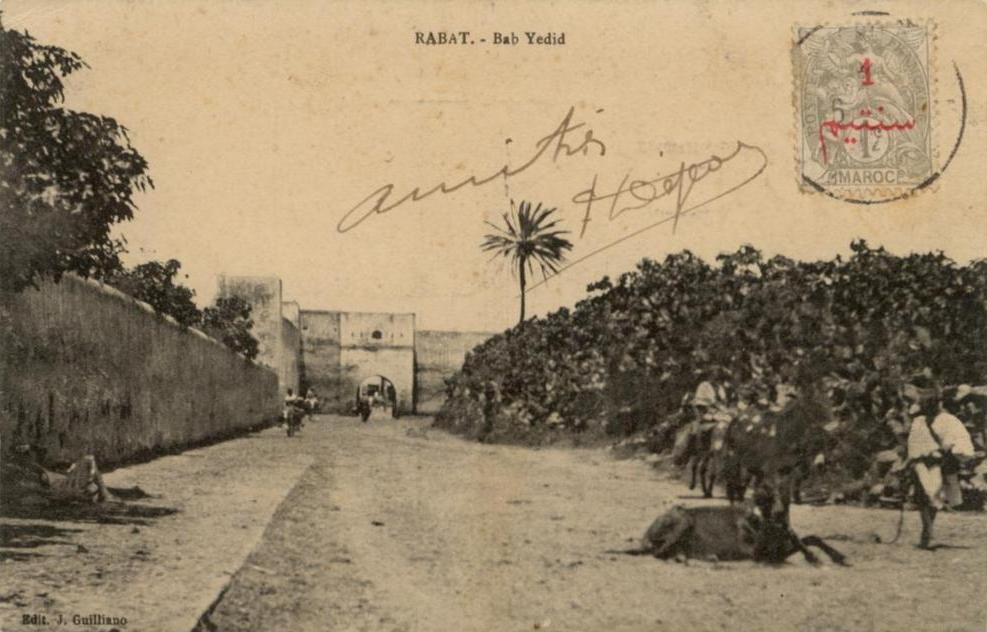
بطاقة بريدية يعود تاريخها إلى عام 1912 تُظهر باب الطبين في الخلفية وعلى جهة اليسار يظهر مجمع دار البارود
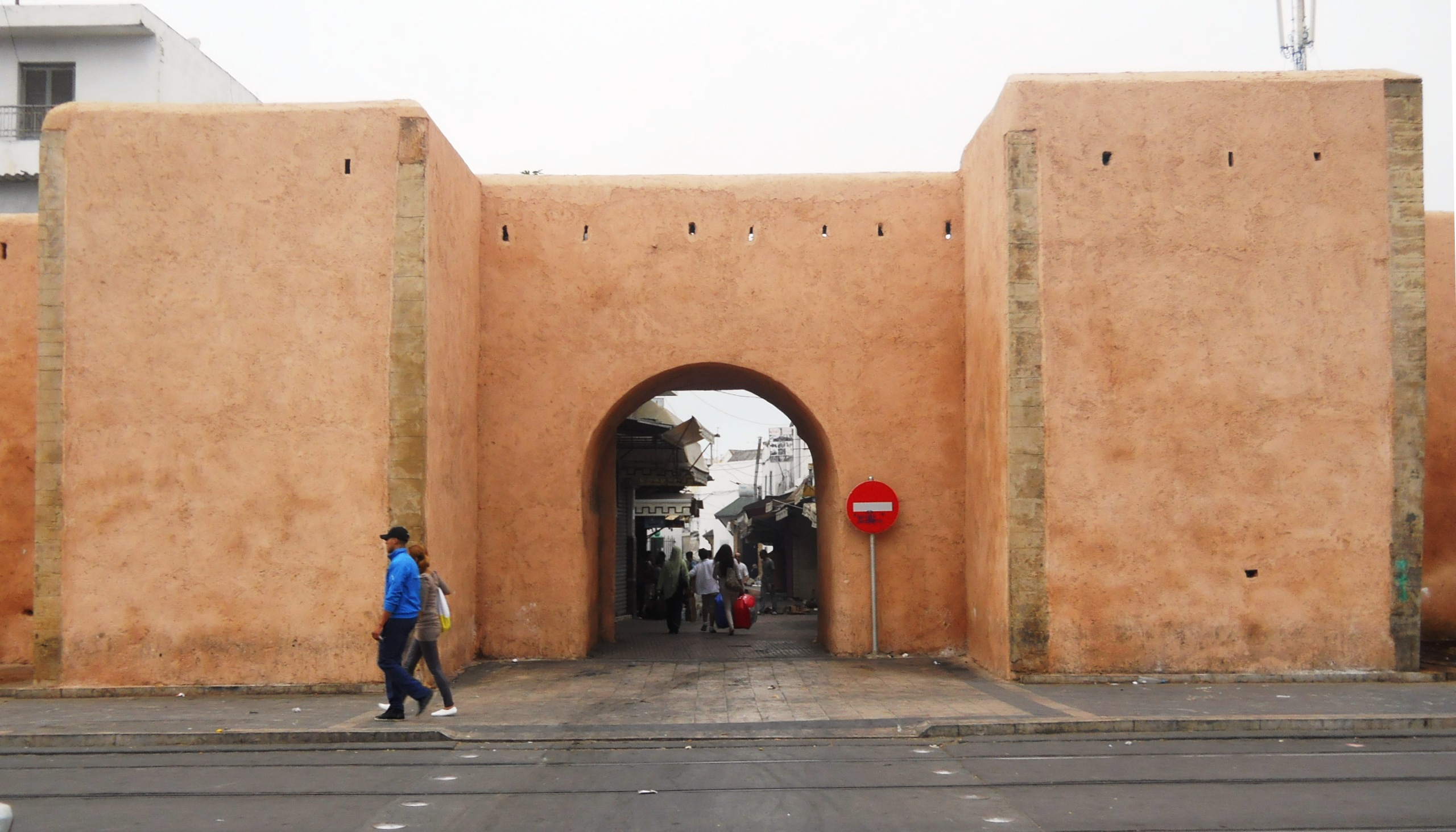
باب البويبة
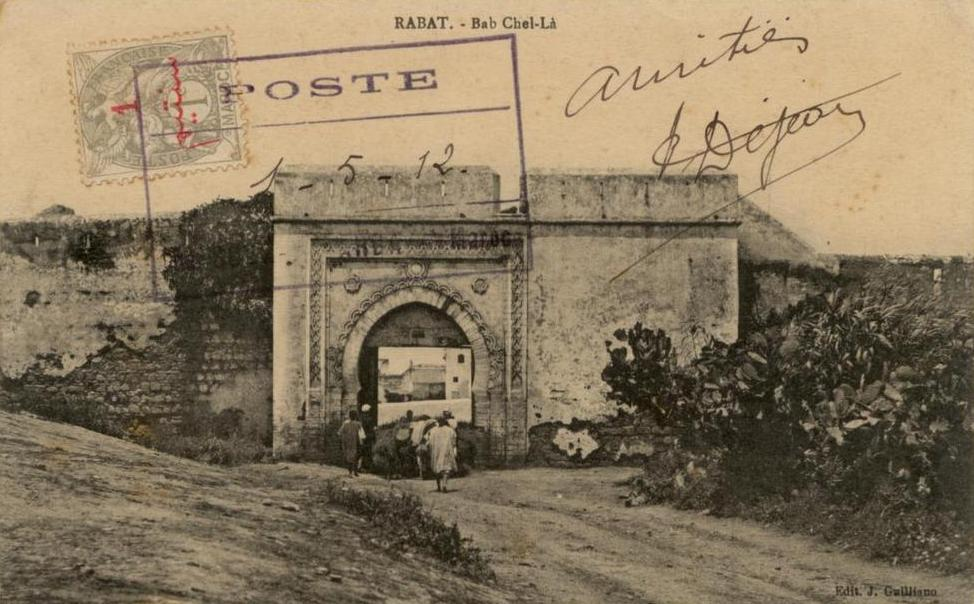
بطاقة بريدية يعود تاريخها إلى عام 1912 تمثل باب شالة

## السور العلوي
شُيّد السور العلوي في نهاية القرن الثامن عشر، وهو سور يزيد طوله عن 4.3 كيلومتر، ويحيط بمساحة تزيد عن 420 هكتارًا، وبذلك تصل مساحة المدينة إلى 840 هكتارًا. تعرض جزء كبير من هذا السور للتدمير خلال الربع الأول من القرن العشرين أثناء أعمال تطوير المدينة الحديثة. ويتألف السياج العلوي من وجهين:
- الوجه الغربي: وهو قائم على مسار شبه موازٍ للسور الموحدي، ومضاعف له.
- الوجه الجنوبي: يشكل استمدادًا للوجه الجنوبي للسور الموحدي المتفرع منه على مستوى نهايته الجنوبية الغربية.

يمتد الجدار الجنوبي للسور العلوي على طول طريق الإمام مالك الحالي ثم الممر الجنوبي لغابة مولاي عبد الله (امتداد شارع جعفر الصادق خلف بوابة المنتزه)، حيث يحد منتزه أكدال من اتجاه المياه والغابات، ونادي الرياض. لا يزال هذا الجدار سليم جزئيًا. ويتفرّع الجدار الغربي إلى الجدار السابق عند تقاطع الممر الجنوبي من شارع مولاي عبد الله وشارع عمر بن الخطاب، باتجاه الشمال، ويتبع نفوذه شارع عمر بن الخطاب وميدان عبد الله بن ياسين، وشارع أبو حسن الأشعري، وميدان تامسنا، ثم شارع كيبات إلى البحر.

### بوابات السور العلوي
كان هناك أربعة بوابات تتخلل السياج العلوي في الأصل، ثلاثة منها كانت تقع على الجهة الغربية من السور، وهي على الترتيب من الشمال إلى الجنوب باب القبيبات، وباب تامسنا، وباب مراكش. أما الجهة الجنوبية من السور العلوي فكانت تحتوي بوابة واحدة هي باب المصلى، والتي تتيح الوصول إلى حائط الصلاة الواقع جنوب المدينة من حدائق القصر الملكي.
- باب القبيبات: يقع على بعد حوالي 370 مترًا من الطرف الشمالي للسور العلوي، ويبلغ عرضه 15.5 مترًا، وعمقه 5.5 مترًا، وارتفاعه 6.6 مترًا. ويحتوي الجانب الداخلي منه على ثلاث فتحات مقوسة، والجانب الخارجي منه يحتوي فتحة واحدة مقوسة.[11]
- باب تامسنا: يُعرف أيضًا باسم أو باب تمارة، ويقع على بعد 620 مترًا تقريبًا جنوب باب القبيبات، ويشبهه إلى حد كبير. تعرض هذا الباب للتدمير مع معظم أجزاء السياج التي كانت تقع في مكان باب تامسنا الحالي.[12]
- باب مراكش: يقع على بعد ما يزيد عن 600 متر جنوب باب تامسنا، وهو عبارة عن باب بسيط وبارز ومربع الشكل يبلغ طوله 3.4 متر من كل جانب.[13]
- باب المصلى: وهو البوابة الوحيدة الواقعة على الجهة الجنوبية من السياج العلوي، والتي أعيد بناؤها في القرن العشرين وتعمل حاليًا كبوابة وصول إلى القصر الملكي من حي السويسي في مدينة الرباط.[14]

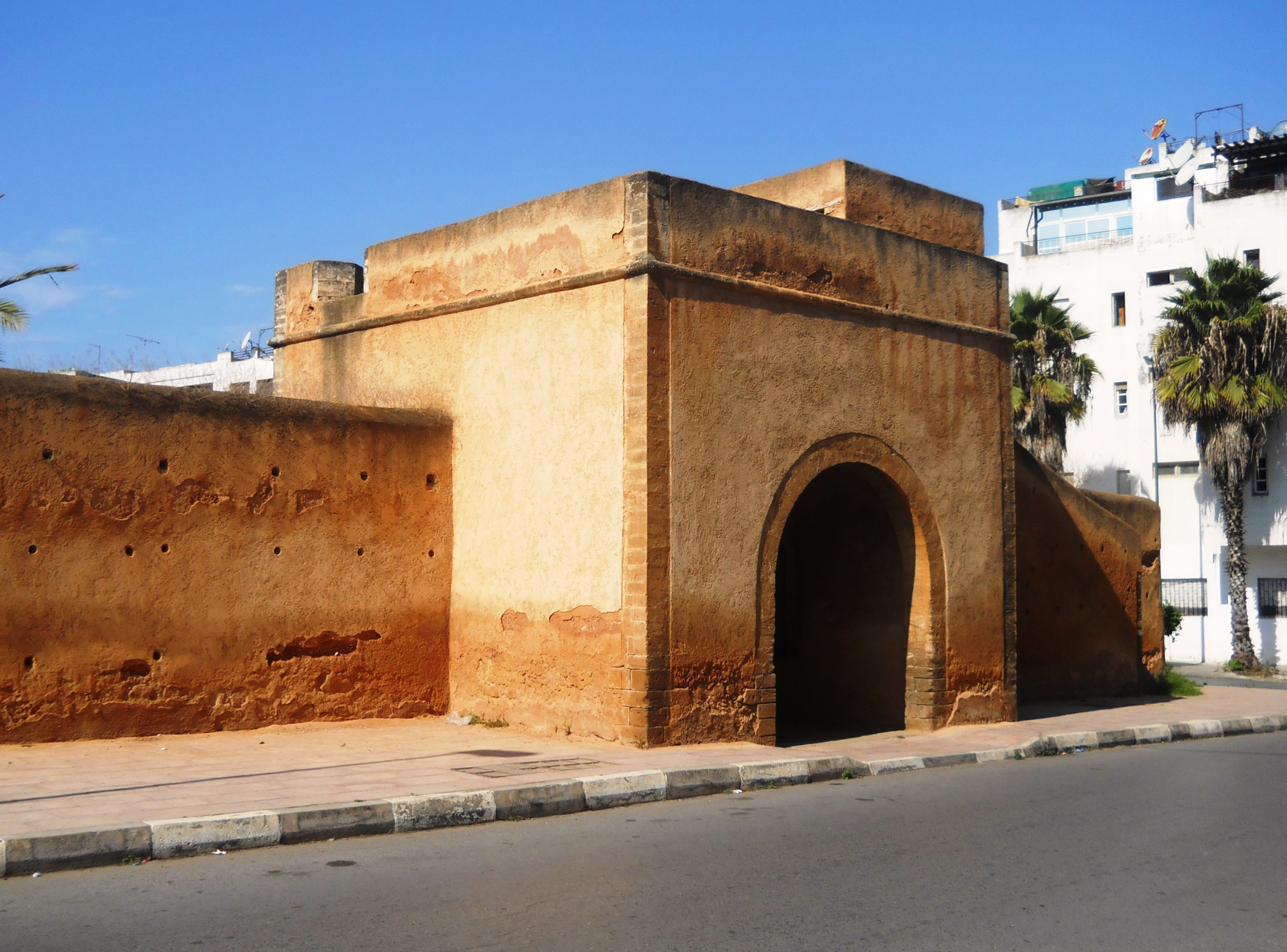
باب مراكش أحد الآثار القليلة المتبقية من السياج العلوي
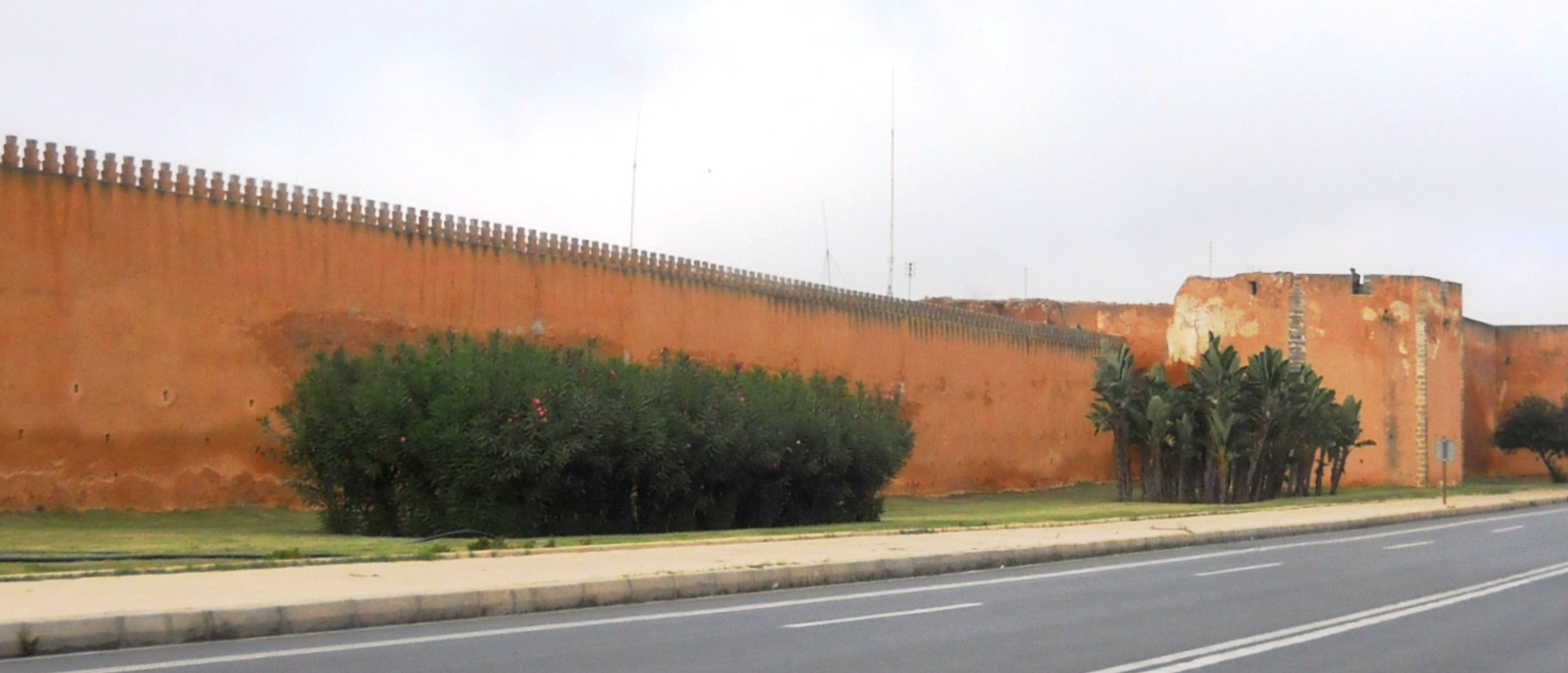
القسم القائم من السياج العلوي بين المعقل الجنوبي للسور الموحد وباب المصلى

## الأسوار والتحصينات البحرية والنهرية

### متراس النهر
يتكون سور نهر الرباط القائم في موضعه الحالي من جدار يبلغ طوله 69 مترًا تتخلله بوابة باب البحر، وله معقل هو برج للا القادسية. ويبلغ متوسط ارتفاعه 4 أمتار ويبلغ سمكه حوالي 1.73 مترًا. كان السور الذي دُمر في بداية القرن العشرين يربط بين النقطة الشمالية الغربية لسور النهر والنقطة الجنوبية المحاذية لمنطقة قصبة الوداية. كان باب البحر يعمل بالفعل كمنفذ لأحد الطرق الرئيسية لمدينة الموحدين عندما تم تأسيسه في نهاية القرن الثاني عشر، إلا أن السور الحالي والبوابة يعود تاريخ بناءهما إلى نهاية القرن الثامن عشر. حتى بداية القرن العشرين عند بناء ضفاف نهر أبي رقراق، كان السور يطل مباشرة على النهر وكان باب البحر (بوابة البحر) يسمح بالوصول إلى المدينة عن طريق القوارب.

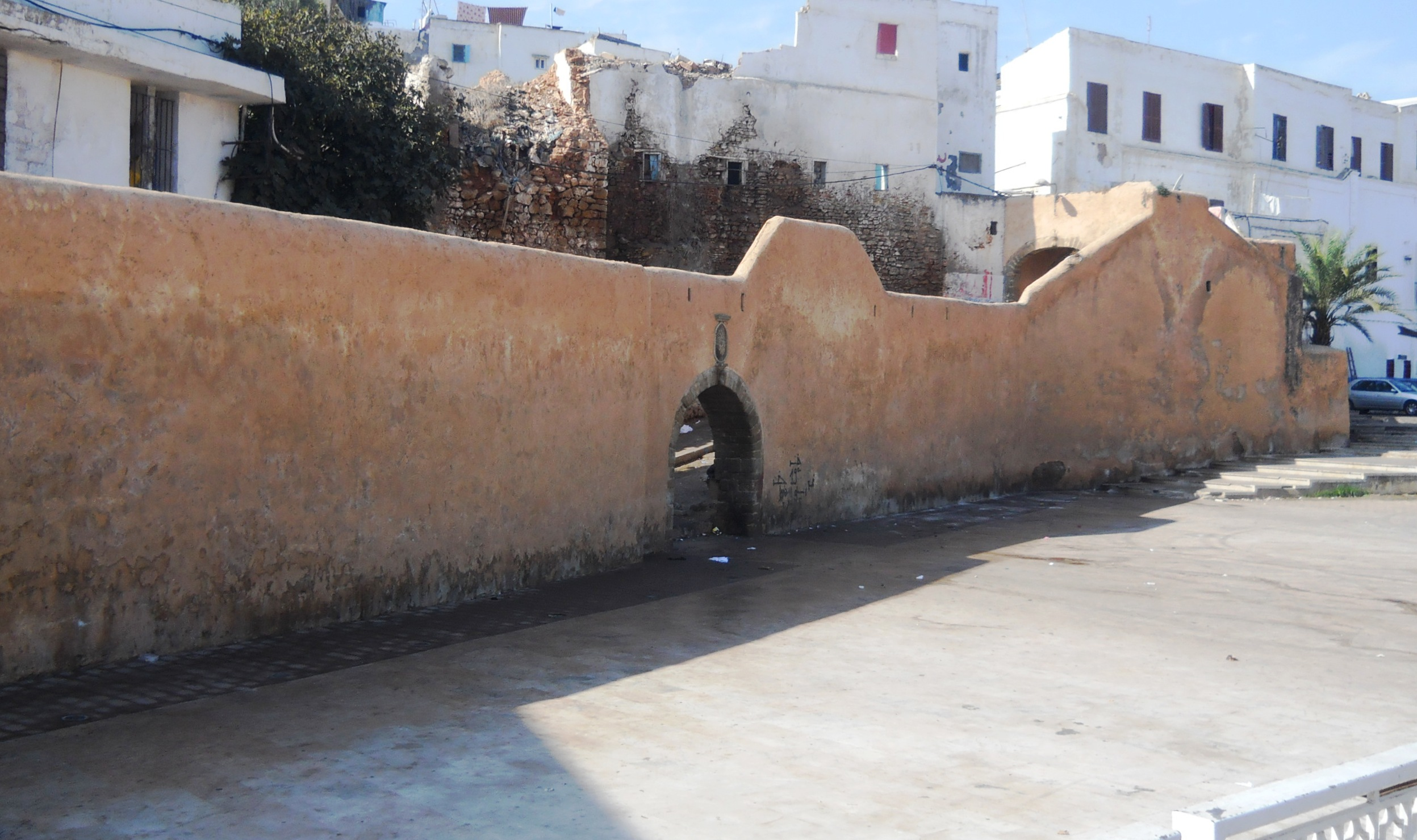
بوابة باب البحر وجدار النهر
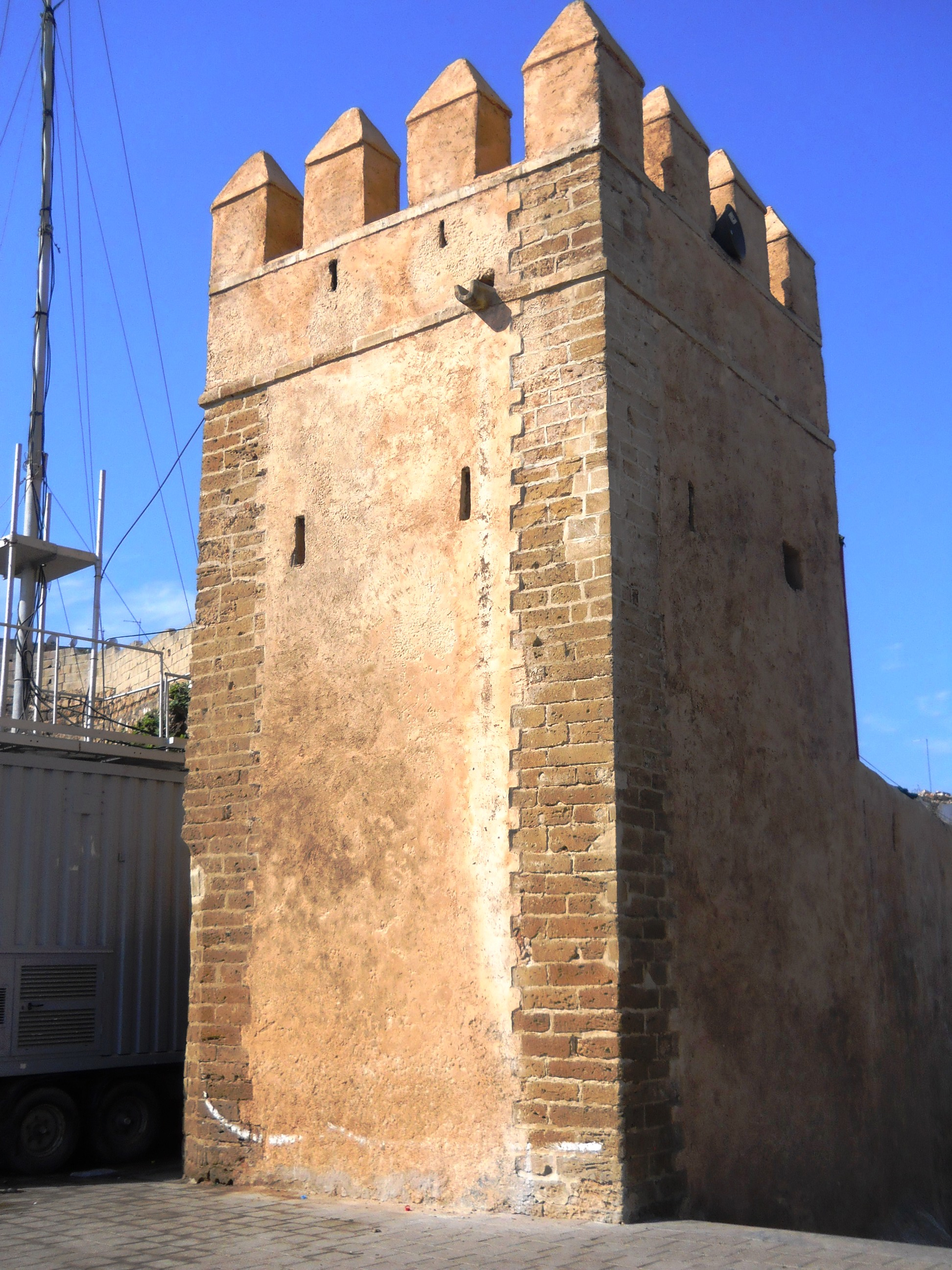
برج للا - القاضية

### الأسوار البحرية
يعود وجود الأسوار القائمة على البحر إلى القرن الرابع عشر خلال عصر الدولة المرينية. أعيد بناء السور بعد ذلك بالكامل في ظل حكم العلويين في القرن التاسع عشر، وقد اتبع السور المعروف اليوم في الأصل طريقًا غربيًا شرقيًا لأكثر من 800 متر، تتخلله مدافع ويربط قصبة الوداية بالسور الموحدي. ولكن تعرضت معظم أجزاء السور للانهيار ولم يتبق منها سوى القواعد.

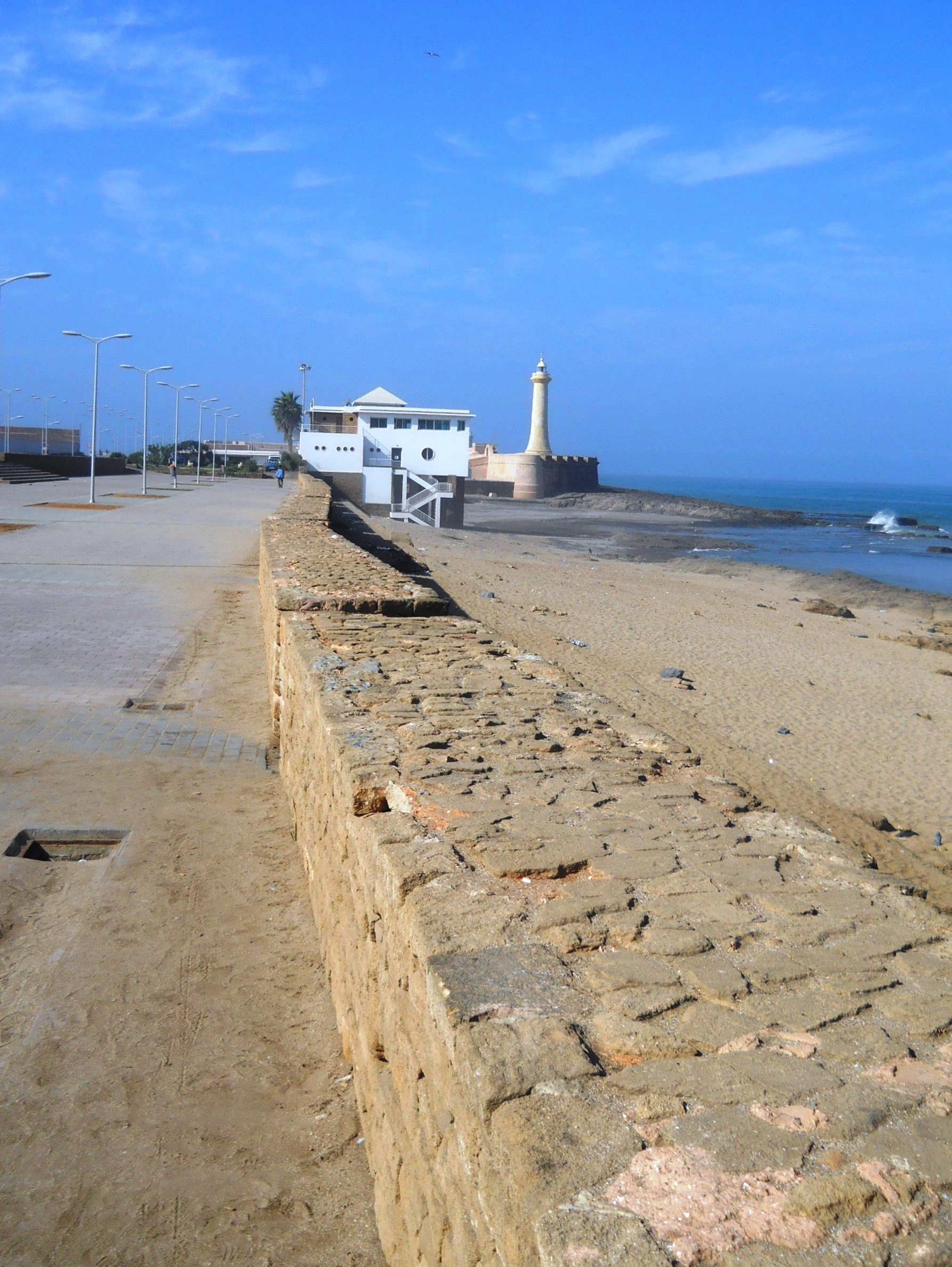
قايا السور البحري ويظهر في الخلفية كل من برج الصراط والمنارة
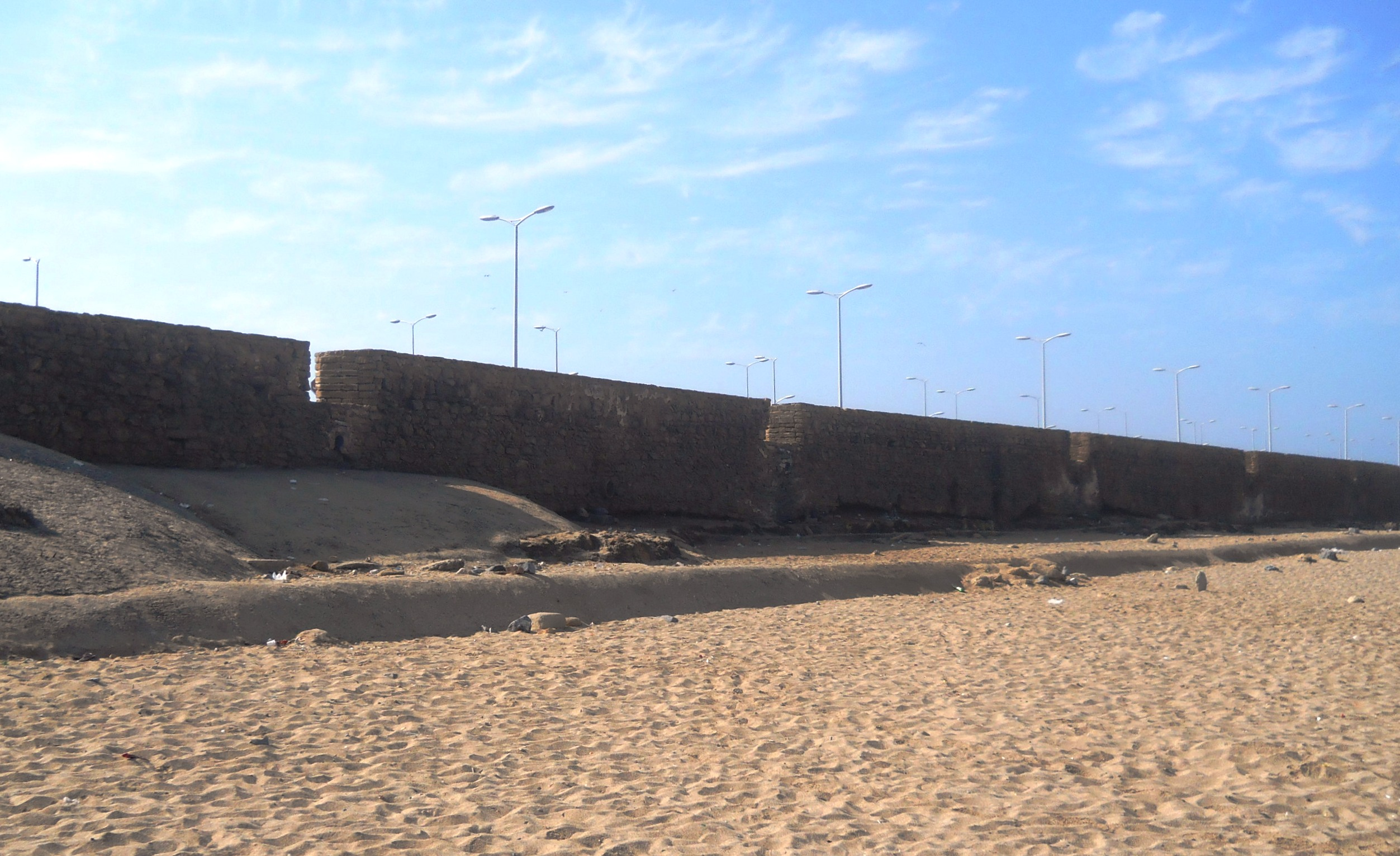
الجانب الخارجي للسور البحري كما يبدو اليوم

### تحصينات السور البحري

#### حصن مولاي رشيد
كان حصن أو قصبة مولاي رشيد عبارة عن مبنى دفاعي تم بناؤه خلال النصف الثاني من القرن السابع عشر بهدف ضمان الدفاع عن الرباط من الجانب البحري وكذلك قصبة الوداية، وقد تم تجهيزه بإثنى عشر مدفعًا برونزيًا، كما يتضح من شهادات جيرمان مويت ولويس دي شينير. يأخذ الحصن شكل شبه منحرف قريب من المربع وتتراوح أبعاده ما بين 56.3 متر و59.5 مترًا، ويحيط الحصن بجدار يتجاوز سمك جدرانه الستائرية 2.5 مترًا ويتراوح ارتفاعه ما بين 5.5 متر و9 متر. ورُبط بالحصن ثمانية أبراج، واحد منها قائم في كل زاوية وواحد في منتصف كل واجهة من واجهات الحصن. ويقع باب المدخل الوحيد للحصن في البرج المركزي للوجه الشمالي الشرقي من الحصن. ظلت القلعة محتفظة بدورها الدفاعي حتى عهد السلطان المغربي الحسن الأول الذي حولها إلى ثكنة.

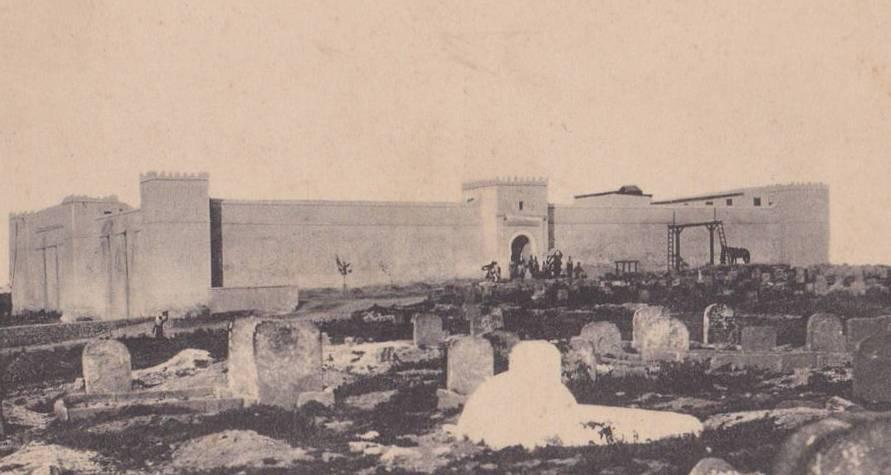
حصن مولاي رشيد عام 1918

كانت القلعة خلال القرن العشرين تُستخدم كسجن حتى نهاية القرن العشرين، وتضم اليوم متحفًا مخصصًا للتاريخ العسكري للمغرب ولكنه لا يزال مغلقًا أمام الجمهور.

#### حصون السور البحري
تم تعزيز السور البحري خلال القرن الثامن عشر ببناء ثلاثة أبراج جديدة له واحدًا في كل طرف بالإضافة إلى واحد في منتصف السور، وهي على الترتيب من الغرب إلى الشرق: برج الصراط، وبرج الدار، وبرج السقالة.
- برج الصراط: هو برج يتخذ شكلًا شبه منحرف، ويتكئ على جدار السور الموحدي، ويتألف من 19 حجرة. بُني هذا الحصن في الفترة ما بين عامي 1775-1776 في موقع كان فيه معقل سابق، لكي يحل محل برج دفاعي تم كان قائمًا هناك منذ القرن السابع عشر.[20] كانت منصة الحصن موطنًا لمنارة الرباط منذ بداية القرن العشرين، وهو برج سداسي الشكل يحتل الزاوية الجنوبية الغربية للحصن عند تقاطعها مع السياج الموحد.[21][22]
- برج السقالة: يتشابه برج السقالة المتكئ على قصبة الوداية في شكله مع برج الصراط، إلا إنه يتألف من 22 حجرة. يعود تاريخه إلى نفس الفترة. برج يسمى "برج الطيارين" أو برج الواد ويرجع تاريخه إلى نفس الفترة يقع على ارتفاع 24 م. يحتوي الأخير على أربعة مدافع.[16][23][24]
- برج الدار: يقع في منتصف السور البحري، وقد بني خلال نفس الفترة التي بني فيها الحصنين السابقين على موقع كان فيه حصن قائم منذ القرن السابع عشر، ولكن أعيد بناؤه بشكله الحالي خلال النصف الأول من القرن التاسع عشر.[22][25][26]

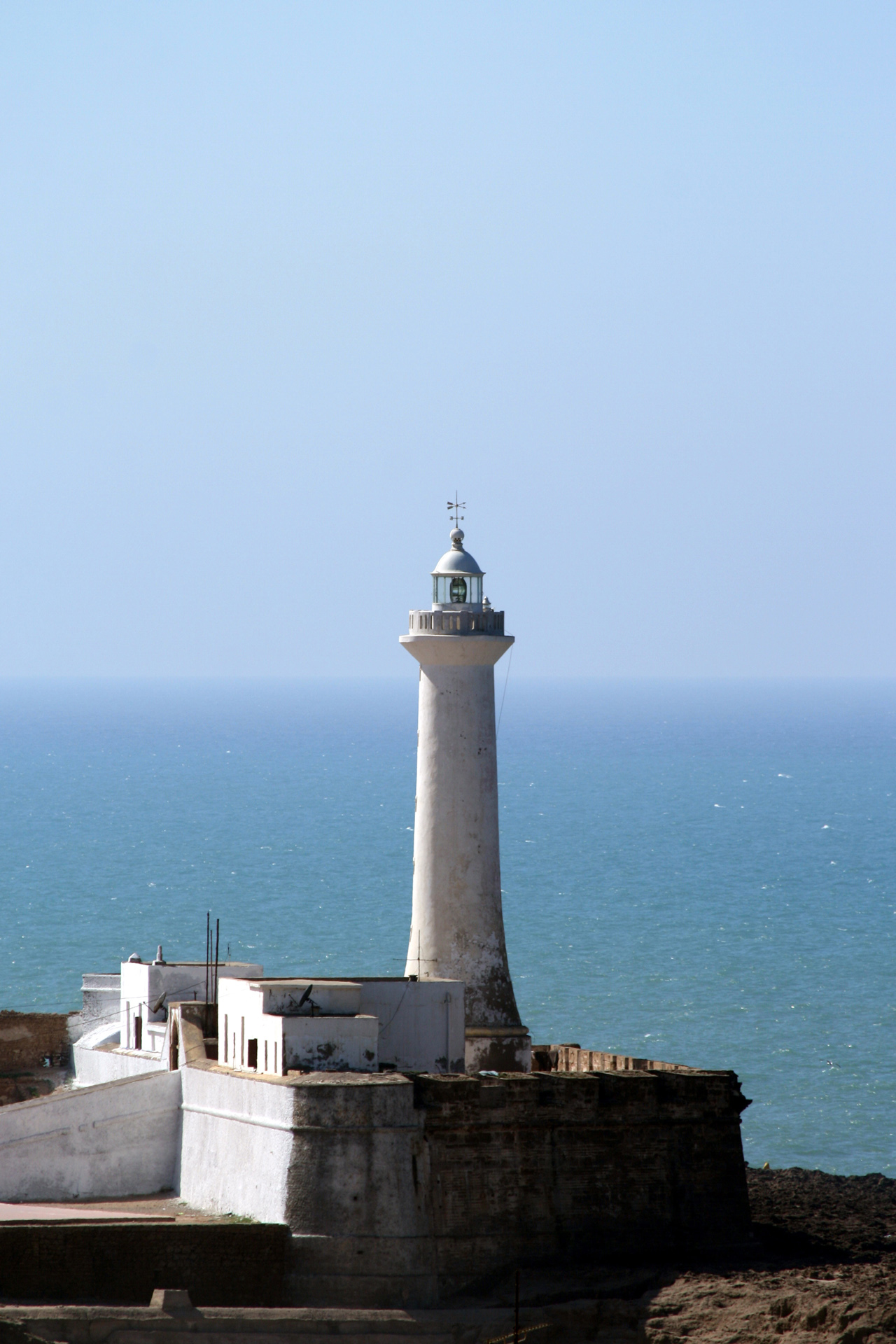
برج الصراط ومنارة الرباط
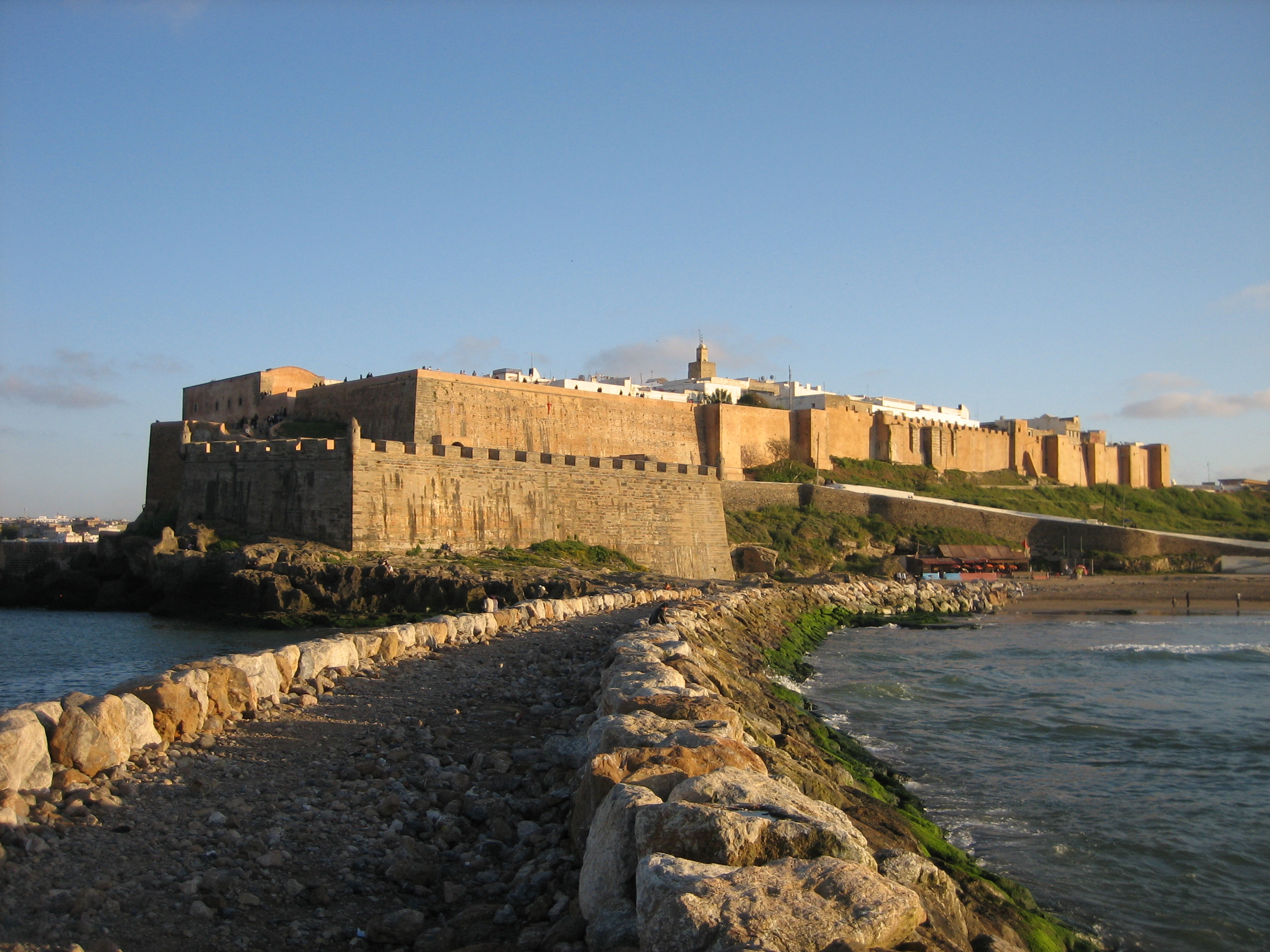
برج السقالة كما يبدو من رصيف الرباط مع قصبة الوداية في الخلفية
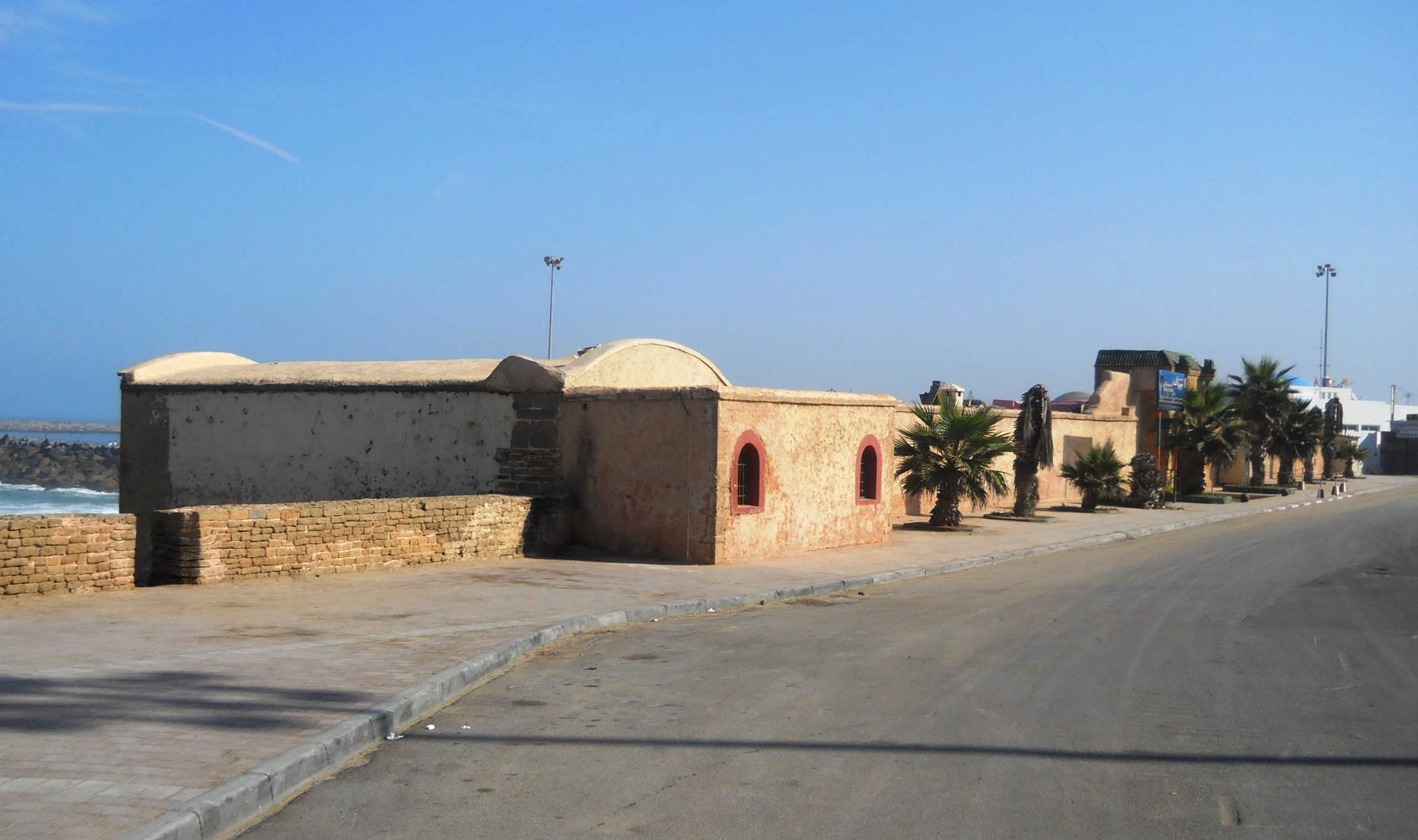
الواجهة الداخلية لبرج الدار في نهاية السور البحري

#### برج الكبير
أنشئ برج الصراط الكبير في القرن التاسع عشر على الواجهة البحرية للأرض التي يشملها بناء السياج العلوي الذي يعود تاريخ بناءه إلى القرن الثامن عشر، والذي لا يمكن الدفاع عنه من برج الصراط ولا يحتوي إلا على حصن دائري صغير (برج خبتة) . كان حصن برج الصراط الكبير يُعرف أيضًا باسم حصن غوتنبرغ حيث سُمي على اسم المهندس الألماني الذي أنشأه فالتر غوتنبرغ، أما الاسم الذي أطلقه الفرنسيون لاحقًا على هذا البرج، والذي اكتمل بناؤه في عام 1888 فكان حصن هيرفي.

يقع الحصن في منتصف الطريق بين الأطراف الشمالية للسور الموحدي والسور العلوي المتاخمين لبرج خبتة. وكان البرج مجهزًا بمجموعة من البنادق الحديثة.

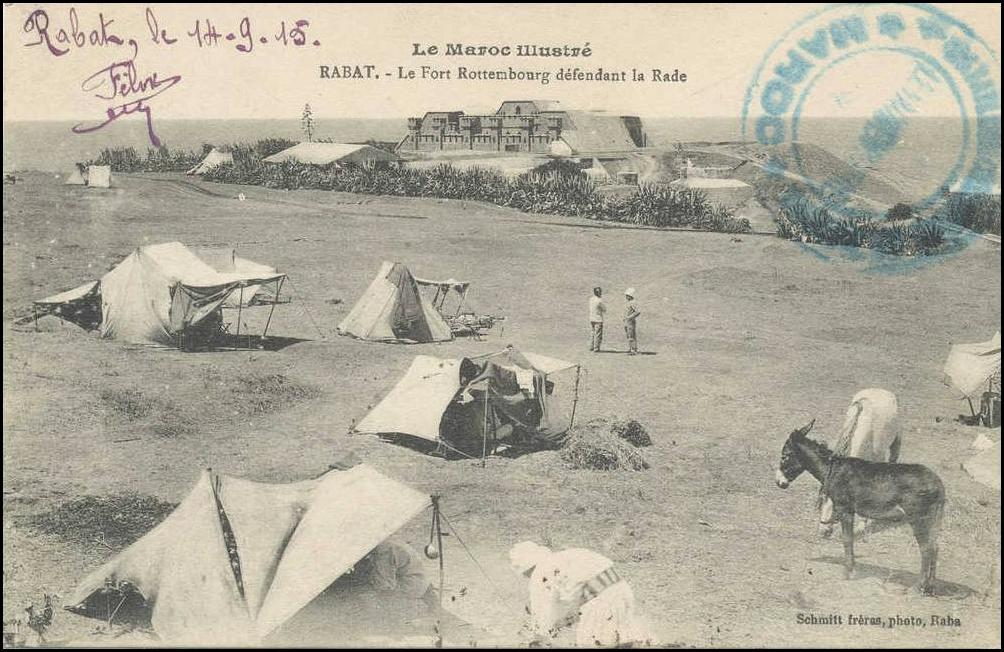
بطاقة بريدية تعود إلى عام 1915 وتمثل معسكرًا مقابل البرج الكبير

## الأسوار الأخرى

### أسوار في منطقة قصبة الوداية

#### أسوار الموحدين
يوجد داخل منطقة القصبة حصنان يعودان إلى عهد دولة الموحدين. يرجع تاريخ السور الأول إلى وقت تأسيس القلعة على يد عبد المؤمن، قبل أن تتم إضافة سور آخر إلى هذا السور على جانب النهر في عهد ابنه وخليفته أبو يعقوب يوسف المنصور. يتألف هذا الجدار الثاني من أقسام متعامدة مع بعضها البعض، ولا يزال السور قائمًا حتى الآن ويمتد على طول شارع بازو. يصل ارتفاع السياج في البر الرئيسي والجانب البحري منه إلى نحو 10 أمتار، وبسمك يتجاوز أحيانًا 3 أمتار، ويشمل مساحة تزيد عن 3.5 هكتار. كانت هذه المساحة في الأصل ممرًا محميًا بحاجز ويتكون من 4 جدران عمودية:
- جانب الشمال الغربي: يبلغ طول السور في هذه الجهة حوالي 240 مترًا، ويحيط به 10 أبراج مستطيلة يشكل أحدها ملتقى مع الوجه الغربي للسور ولكن اختفى الممر هناك.
- جانب الغرب: تحتل بوابة الباب الكبير موقعًا مركزيًا في هذا الجانب، وهناك ثلاثة أبراج تحيط بهذا السور الواقع إلى الجنوب من البوابة الكبرى بحيث يُعتبر البرج الثالث والأخير من البوابة الكبرى هو ملتقى السور الموحدي الثالث مع السور العلوي. كان الممر محمي بحاجز تتخلله بعض الثغرات وتعلوه شرافات ذات أهرامات.
- جانب الجنوب الغربي: يتقاطع السور في هذا الجانب مع جدارين متعامدين من السياج العلوي، وبالتالي فقد طابعه الدفاعي. كما يحتوي السور في هذا الموضع آثار دفاعية مثل أبراج بارلونج القديمة والطريق المسقوف، ولكن بدون أن تتم حمايتها.

#### امتدادات السور الأندلسي
يُنسب للأندلسيين عدة تحصينات دفاعية داخل منطقة القصبة، ومنها:
- بناء جدار على طول النهر بارتفاع يتراوح ما بين 10 إلى 15 مترا وبسمك يبلغ حوالي 1 متر وتبقى بقاياه حوالي 76 مترا.
- بناء برج القراصنة الواقع شمال شرق القصبة والمطل على مصب نهر أبي رقراق.
- بناء برج معلق بارتفاع 25 متر جنوب شرق باب الكبير.
- حفر كوابح المدافع في أبراج الموحدين.

#### امتدادات السور العلوي
تم تمديد الأسوار الواقعة في منطقة القصبة إلى الجنوب في عهد السلطان رشيد الأول بحيث أصبح الجانب الغربي من السور الموحدي يمتد ويتفرع على مستوى برجه الجنوبي وينتهي عند مستوى حصن سباعي الأضلاع من حيث يتجه الجدار في جهة الشمال الشرقي إلى حصن شبه منحرف الشكل، ويربط جدار مائل إلى الشمال الشرقي من الامتداد السور الموحدي القديم على مستوى برج دائري يرجع تاريخه أيضًا إلى عصر الدولة العلوية. كان السور الذي يتراوح ارتفاعه ما بين 8.6 متر و17 متر ويصل سمك إلى 1 متر، ويحتوي على ممر بعرض 0.65 متر محميًّا بحاجز تتخلله مجموعة من الثغرات وتعلوه شرافات مع أهرامات، كما يحيط به برجان مستطيلان الشكل بارزان من جهة الجنوب الغربي، مع وجود معقلين مهيبين على جهة الجنوب الشرقي وبرج نصف دائري في النقطة الشرقية. بُني آخر برج دائري في القرن التاسع عشر، وكان يُعرف ببرج المعدورة، على بعد أقل من عشرين متراً من أعلى برج القراصنة.

#### بوابات قصبة الوداية
يخترق سياج قصبة الوداية بوابة رئيسية تُعرف باسم باب الكبير (البوابة الكبرى)، ويرجع تاريخها إلى تاريخ إنشاء السياج الموحد، وتسمح بالوصول إلى الجزء العلوي من القصبة، بالإضافة إلى أربعة بوابات ثانوية صغيرة، تتيح الوصول إلى الجزء السفلي من القصبة والحدائق.

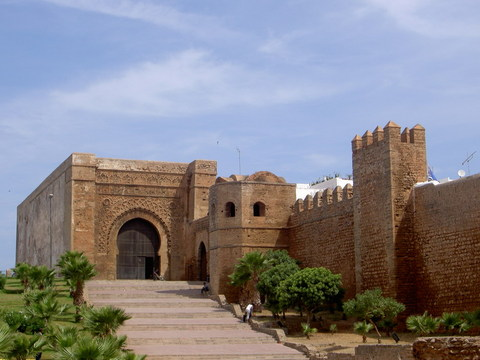
باب الكبير وهو البوابة الرئيسية لمنطقة قصبة الوداية
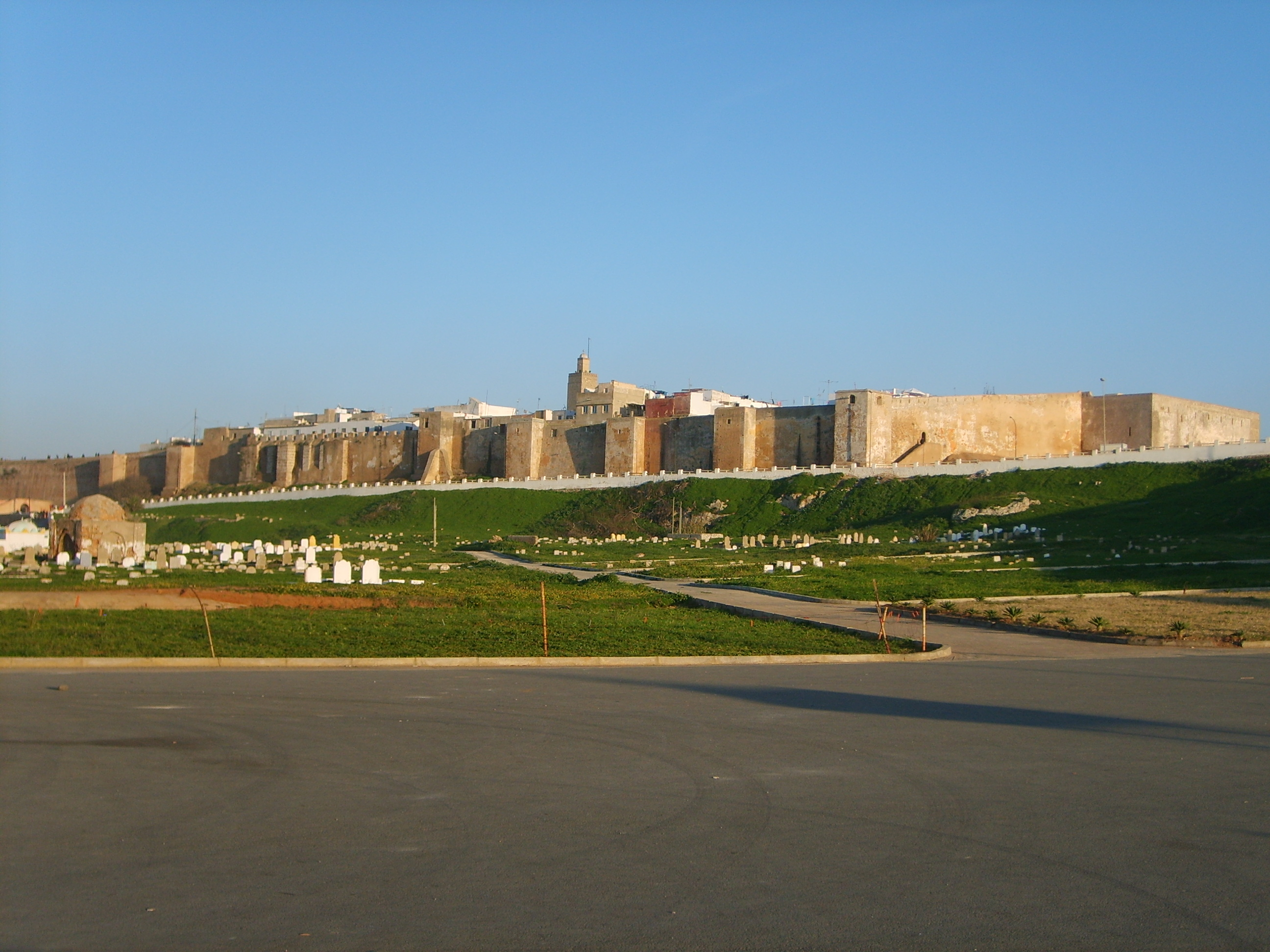
الجهة الشمالية الغربية لأسوار القصبة
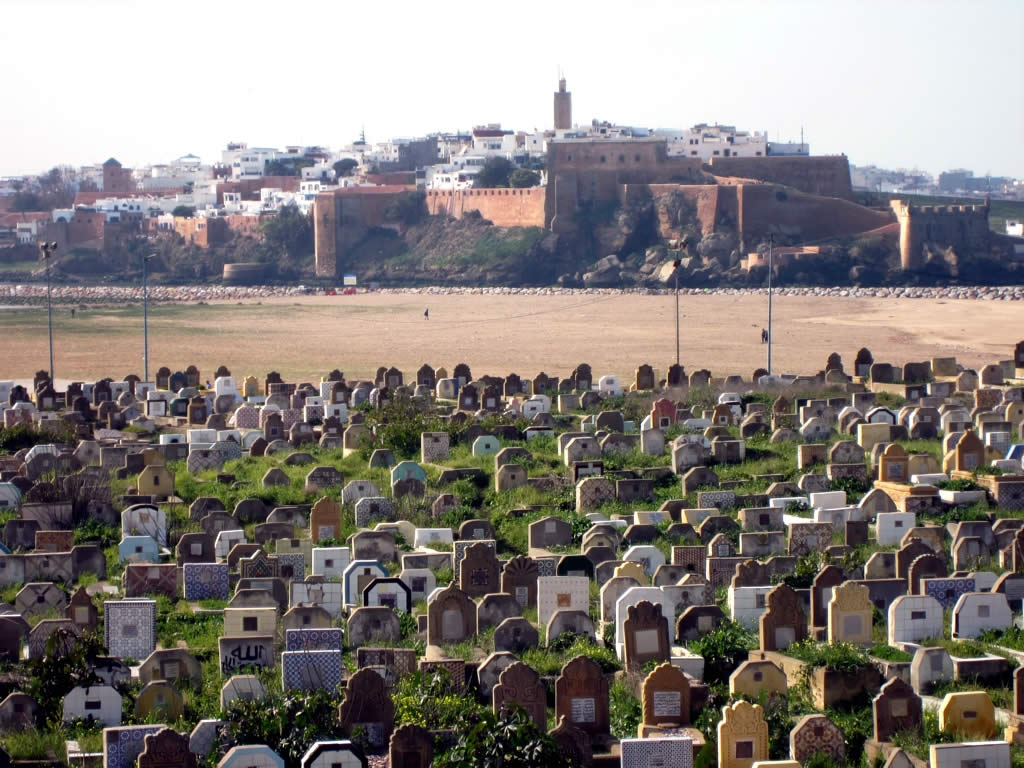
الواجهة الشرقية من أسوار القصبة والمطلة على مدينة سلا
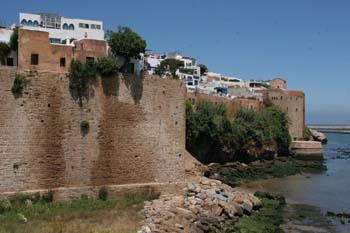
الجهة الشرقية من سور القصبة.
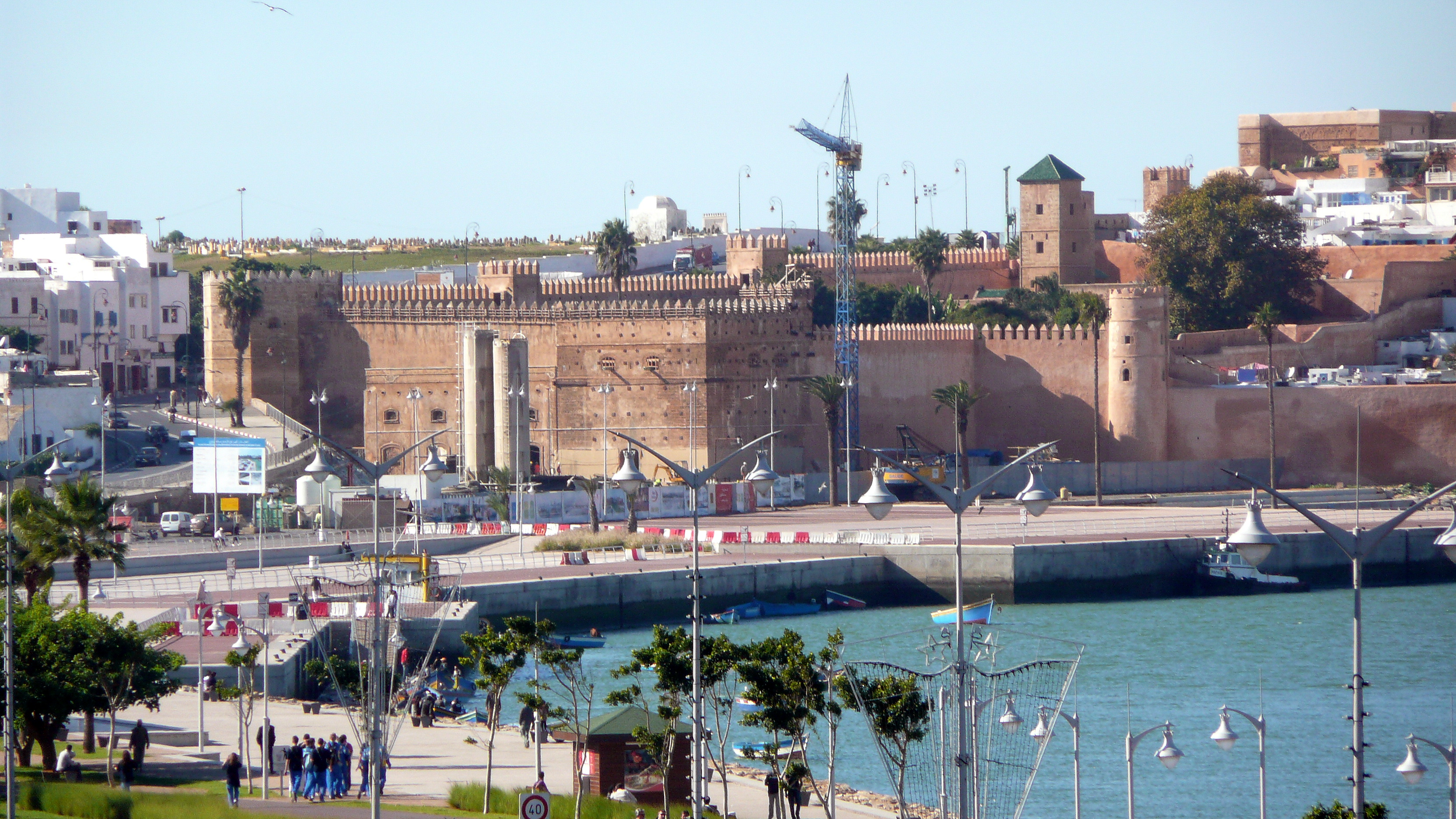
الواجهة الجنوبية لأسوار القصبة
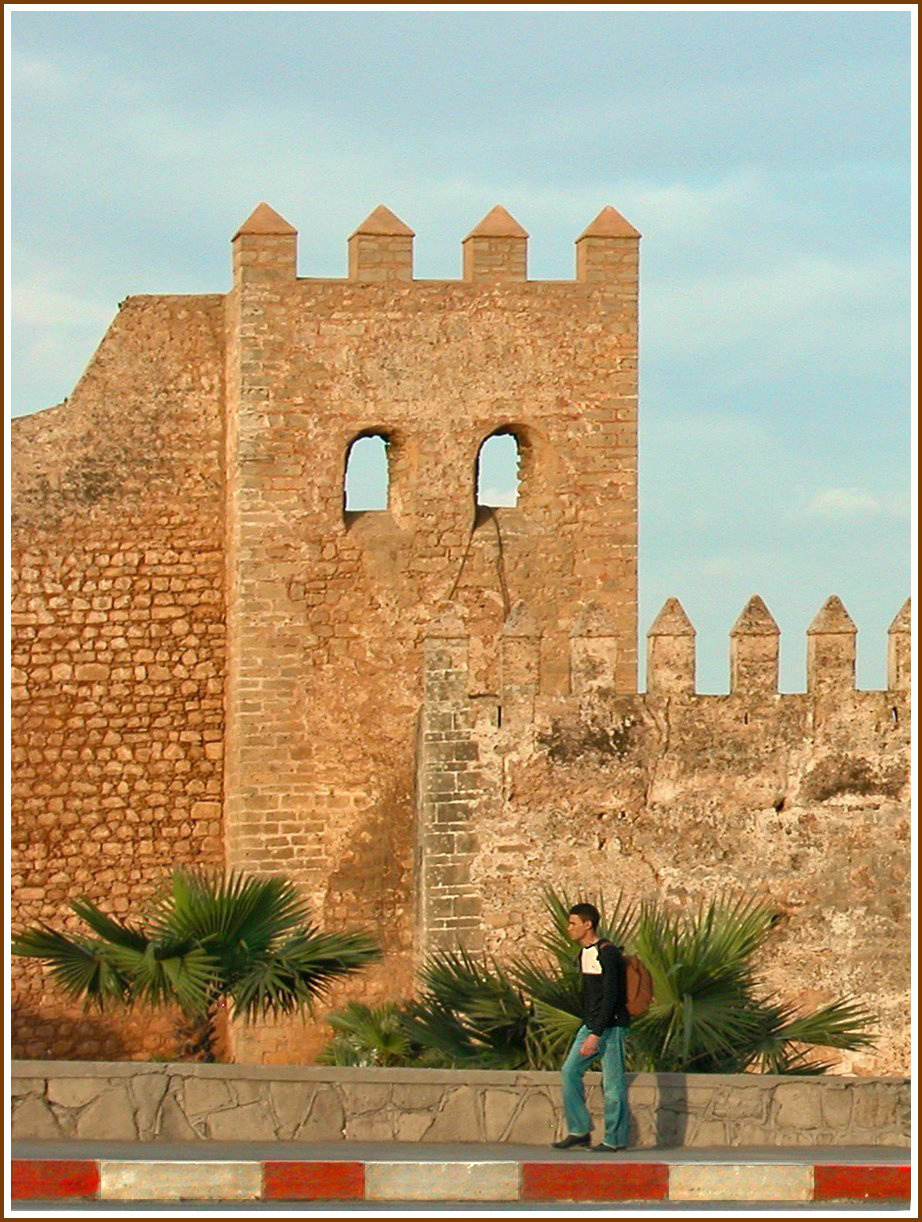
برج الموحدين من الجهة الجنوبية الغربية من سور القصبة المتفرع منه الامتداد العلوي (يمينًا)
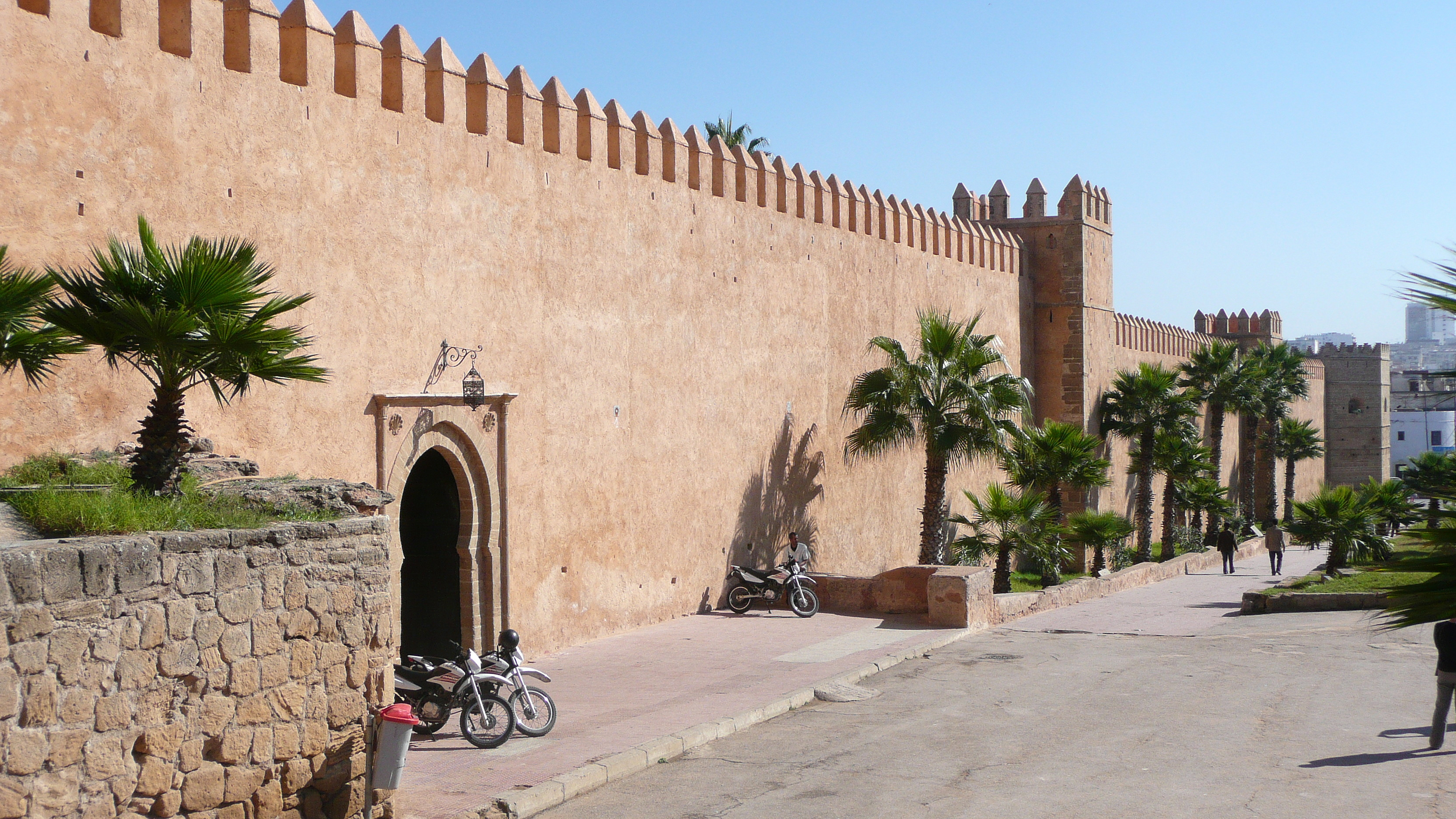
الجزء العلوي من الوجه الجنوبي الغربي لسور القصبة
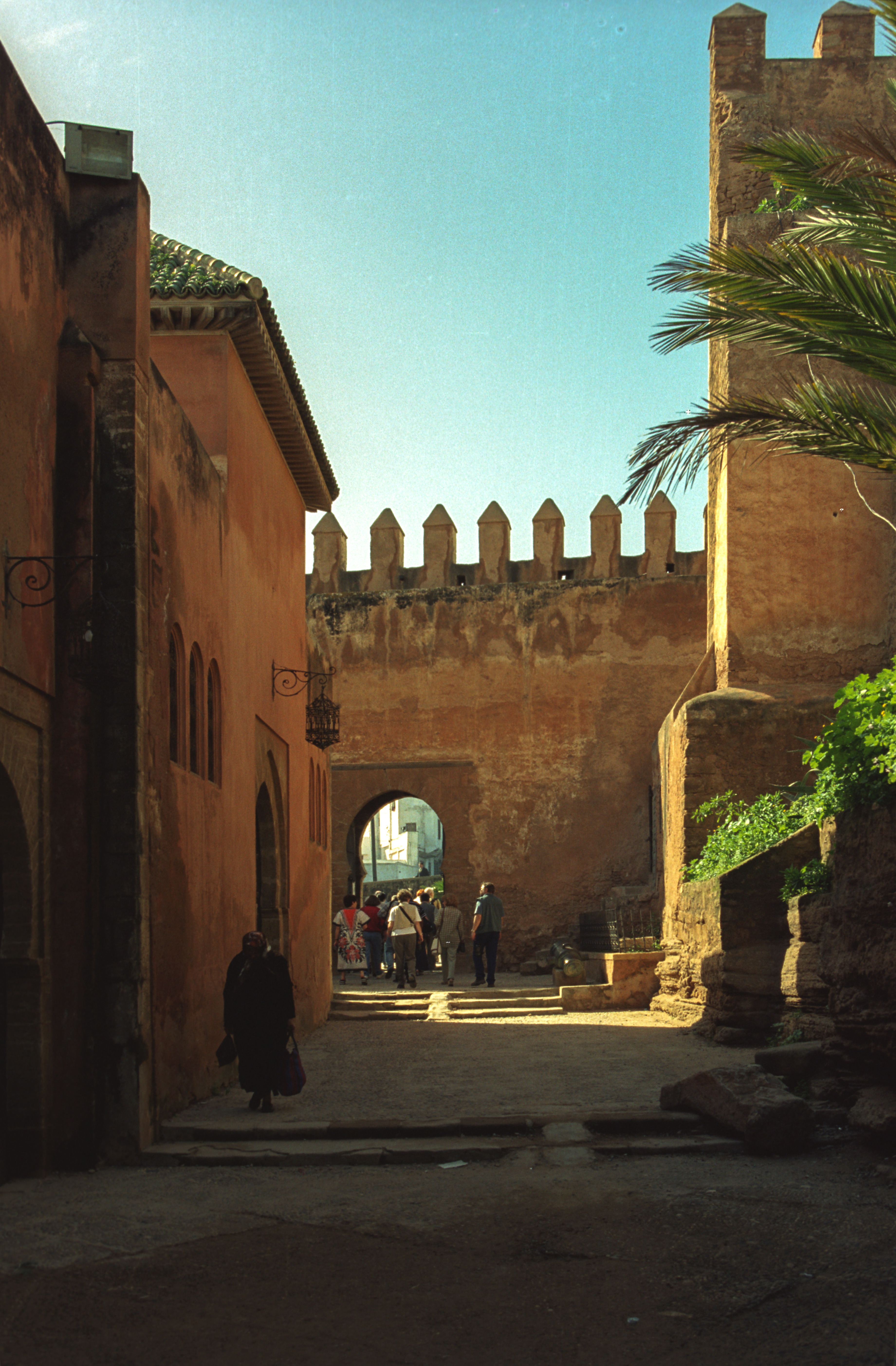
برج الموحد المقابل: سور القصبة العلوي

### سور شالة
شيدت أسوار المقبرة المرينية في شالة في عام 1339 في عهد السلطان أبو الحسن علي بحيث تأخذ شكل خماسي غير منتظم يحدد مساحة 23 هكتارًا. ويتراوح ارتفاع السور ما بين 6 إلى 7 أمتار وسمكه 1.6 متر، وتتخلله ثلاثة أبواب.

#### تحصينات سور شالة
هناك 18 برجًا تحصن سور شالة بالإضافة إلى ممر محمي بحاجز يحتوي شرائط هرمية بعرض 0.65 متر يمتد دون انقطاع على مستوى الأبواب والأبراج.

#### بوابات مقبرة شالة
- البوابة الكبرى: تُعرف أيضًا باسم باب سيدي يحيى، وهي المدخل الرئيسي للمقبرة، وتقع مقابلة للسور الموحدي على الواجهة الجنوبية الغربية للسور، وهي عبارة عن بوابة مستطيلة الشكل يحيط بها برجان.
- باب الجرادي: يُعرف أيضًا باسم بوابة الحدائق، وهي بوابة مفتوحة على الواجهة الشمالية الشرقية، وهي عبارة عن باب ذو كوع واحد.
- باب عين جنة: يُعرف أيضًا باسم باب منبع الجنة، ويقع في منتصف الجدار الساتر الجنوبي الشرقي، ويطل على حدائق إكسترا موروس.

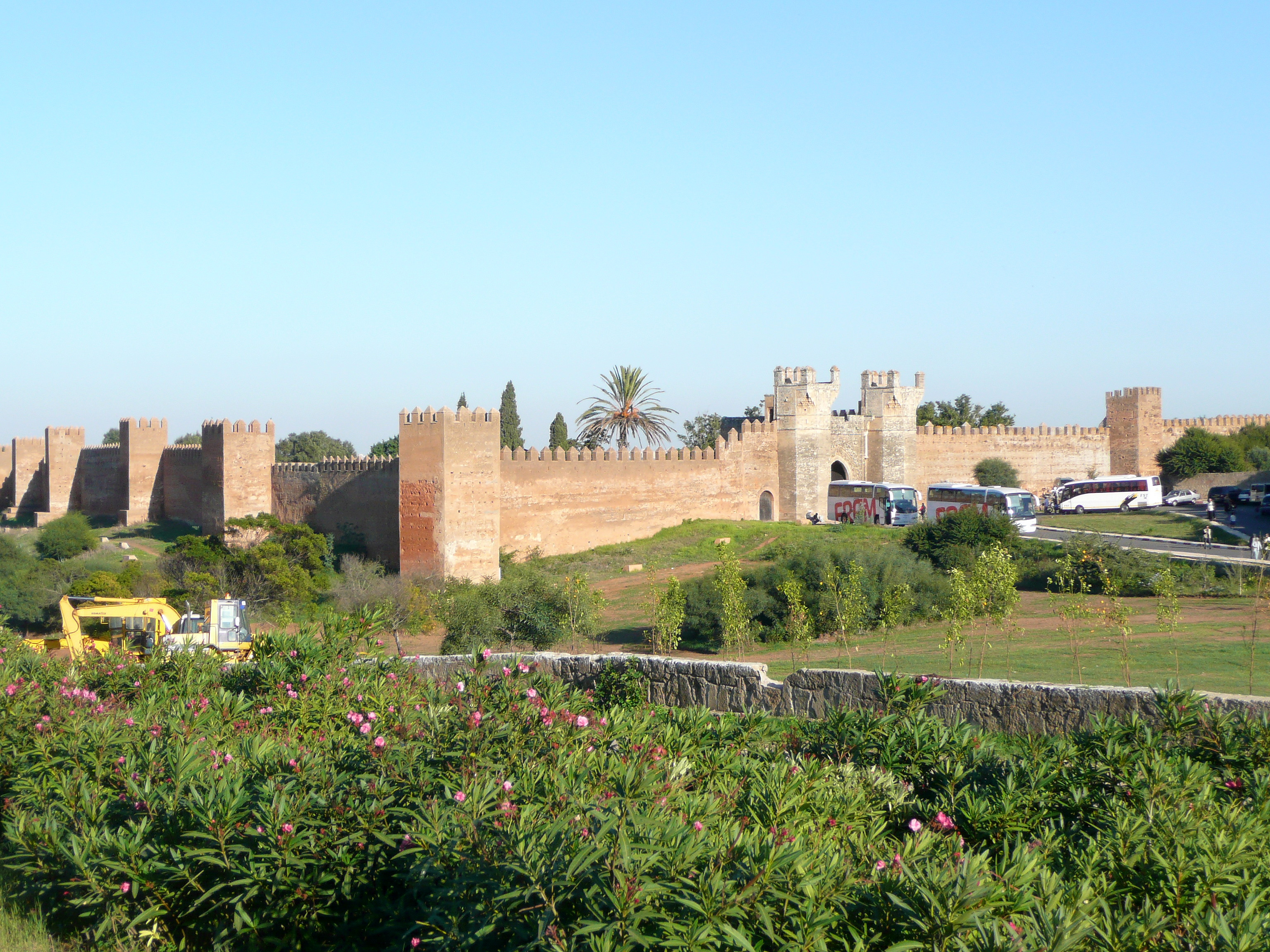
Vue de la face nord des remparts du Chellah
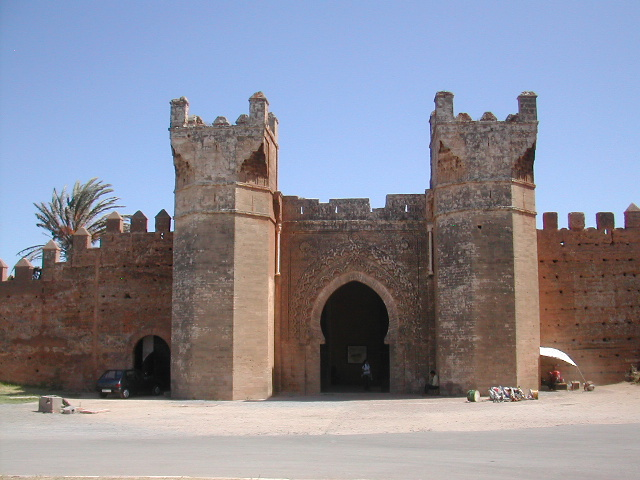
La Grande Porte du Chellah
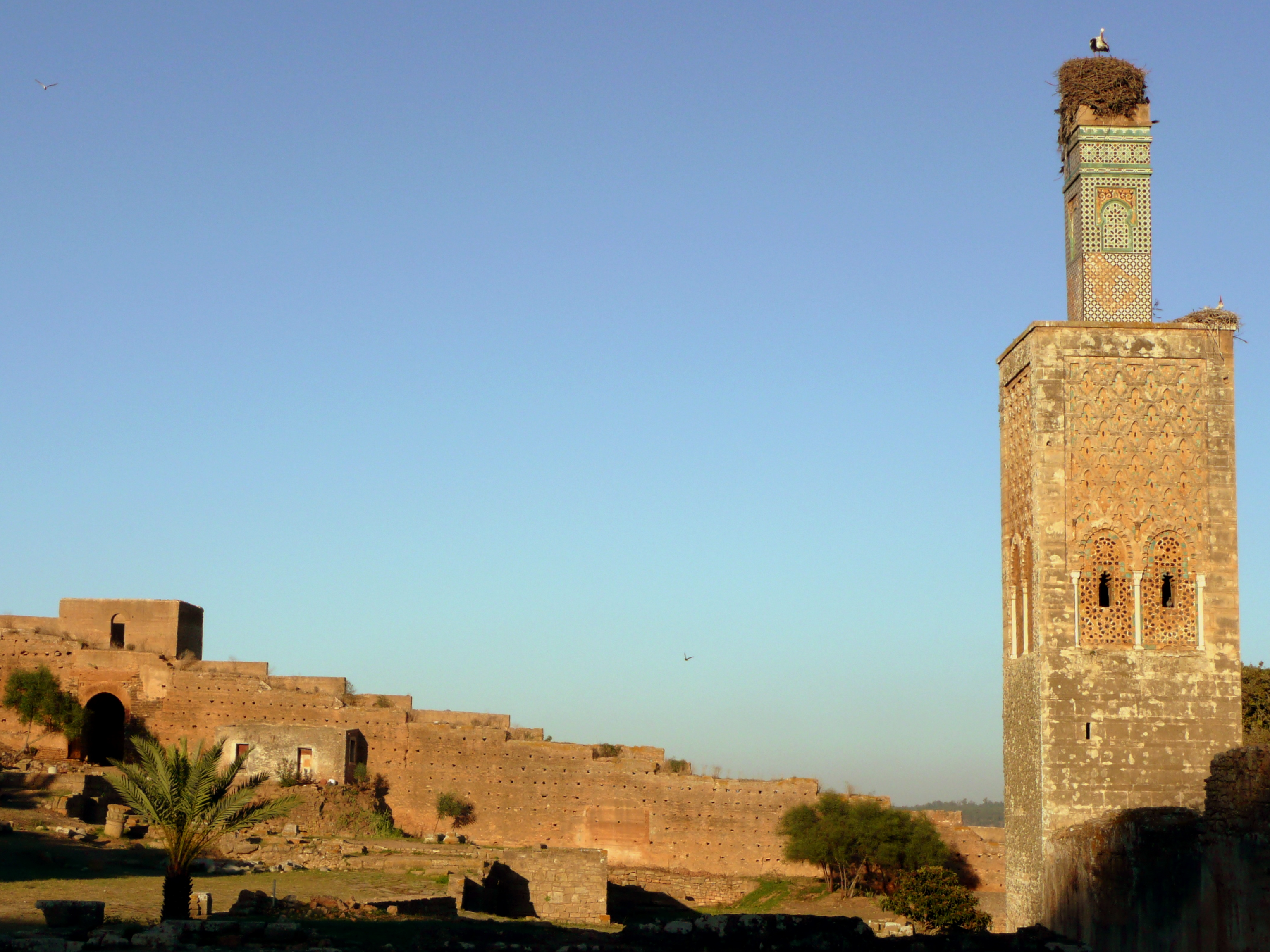
Face intérieure de la muraille nord-est de l'enceinte du Chellah ; à gauche: la face intérieure de Bab Ej-Jradi
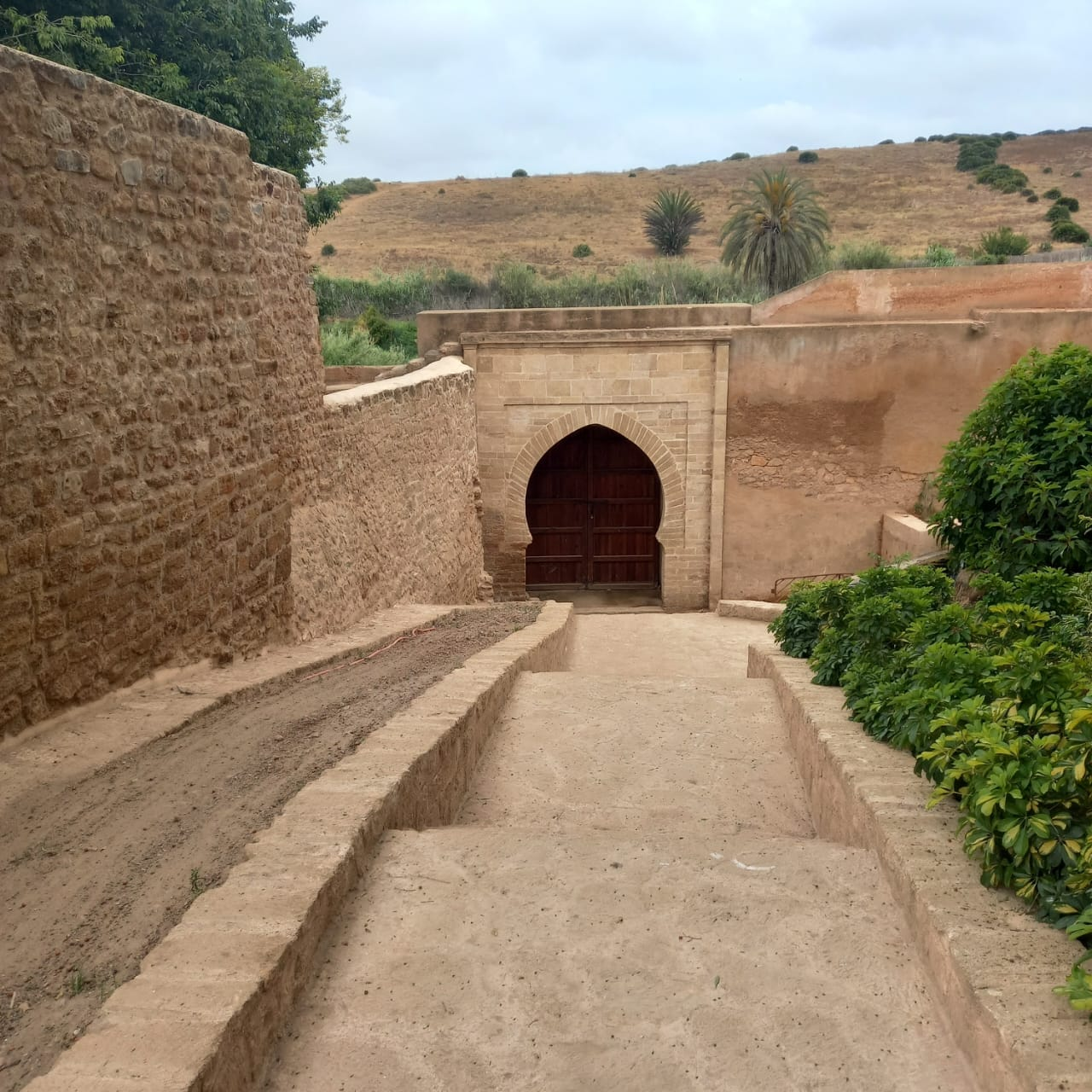
Face intérieur de Bab Aïn Ej-Jenna

### سور الطوارقة
يعتبر سور الطوارقة الذي تم بناؤه في عهد مولاي عبد الرحمن في الفترة ما بين عامي 1866 و1867 هو أحدث الأسوار التي بُنيت في مدينة الرباط، ويتكون من جزأين عموديين يطلان على السور الموحدي ويتفرعان على الترتيب عند باب الرواح شمالاً وباب زعير جنوباً. ويُحدد السور مساحة تبلغ كيلومترًا مربعًا تقريبًا تشمل بلدية الطوارقة بما في ذلك القصر الملكي ومسجد أهل فاس وساحة تستخدم للاحتفالات في الهواء الطلق - السعيد، ودائرة رئيس الحكومة ووزارة الحبوس و الشؤون الإسلامية.

#### بوابات الطوارقة
- باب السفارة: ويُعرف أيضًا باسم باب السفراء، وهو البوابة الوحيدة الواقعة في الجهة الشمالية من سور الطوارقة، ويسمح بالوصول إلى المشوار من حي حسان في وسط مدينة الرباط.
- باب التحتى: يقع في جهة الشمال من الوجه الشرقي من السور، ويسمح بالوصول إلى مساكن منطقة التحتى.
- باب الفوقى: ويقع في وسط الوجه الشرقي ، يسمح بالوصول إلى مساكن حي الفوقى.
- باب القيادة العليا: وهو على غرار باب السفراء يقع في جهة الجنوب من الوجه الشرقي من سور الطوارقة، ويسمح بالوصول إلى البشاوية حيث مقر البلدية والإدارات.

بالإضافة إلى عدة بوابات صغيرة في السور الموحدي تسمح بالوصول إلى الطوارقة من منطقتي أكدال والسويسي.

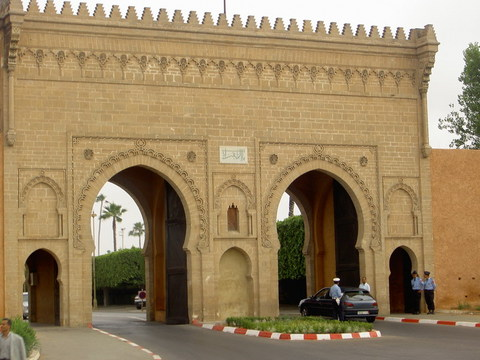
باب السفارة
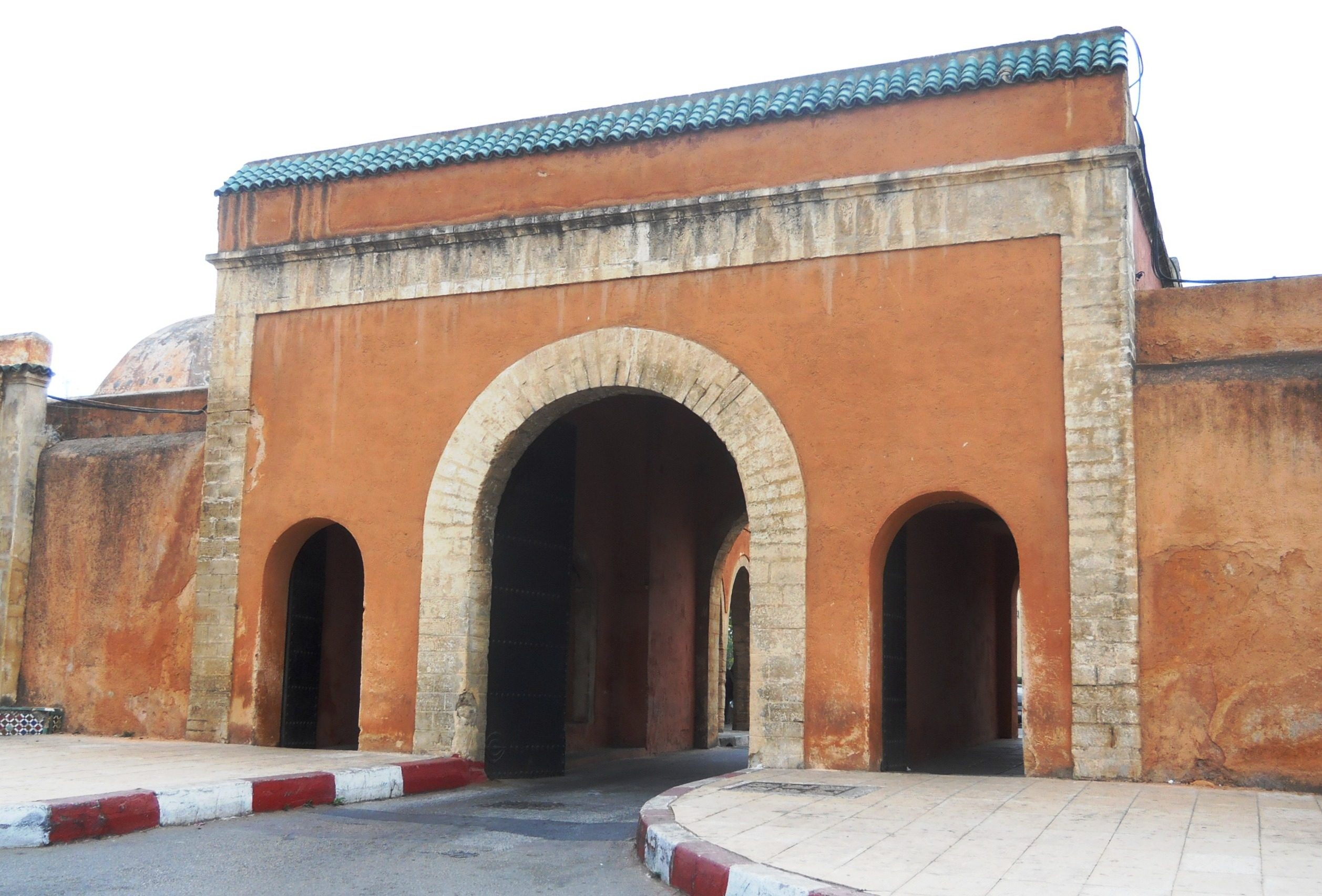
باب التحتى